# Maurice Ravel
« Ravel » redirige ici. Pour les autres significations, voir Ravel (homonymie).
Vous lisez un « article de qualité » labellisé en 2006.
Maurice Ravel est un compositeur français né à Ciboure le 7 mars 1875 et mort à Paris 16e le 28 décembre 1937.
Avec son aîné Claude Debussy, Ravel fut la figure la plus influente de la musique française au début du XXe siècle. Son œuvre, modeste en quantité (quatre-vingt-six œuvres originales, vingt-cinq œuvres orchestrées ou transcrites), est le fruit d'influences variées s'étendant de Couperin et Rameau jusqu'aux couleurs et rythmes du jazz, dont celle, récurrente, de l'Espagne.
Caractérisée par sa grande diversité de genres, la production musicale de Ravel respecte dans son ensemble la tradition classique et s'étale sur une période créatrice de plus de quarante années qui la rendent contemporaine de celles de Fauré, Debussy, Stravinsky, Prokofiev, Bartók ou Gershwin. La grande majorité de ses œuvres a intégré le répertoire de concert. Parmi celles-ci le ballet symphonique Daphnis et Chloé (1909-1912), le Boléro (1928), les deux concertos pour piano et orchestre pour la main gauche (1929-1930) et en sol majeur (1929-1931) et l’orchestration des Tableaux d'une exposition de Moussorgski (1922) sont celles qui ont le plus contribué à sa renommée internationale. Reconnu comme un maître de l’orchestration et un artisan perfectionniste, cet homme à la personnalité complexe ne s'est jamais départi d'une sensibilité et d'une expressivité qui, selon Le Robert, lui firent évoquer dans son œuvre à la fois « les jeux les plus subtils de l’intelligence » et « les épanchements les plus secrets du cœur ».

## Biographie

### 1875 - 1900: l’apprentissage

#### Une enfance heureuse

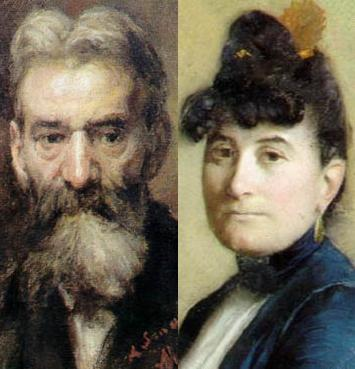
Joseph Ravel et Marie Delouart, détail, respectivement peints par Marcellin Desboutin et Édouard John Ravel.

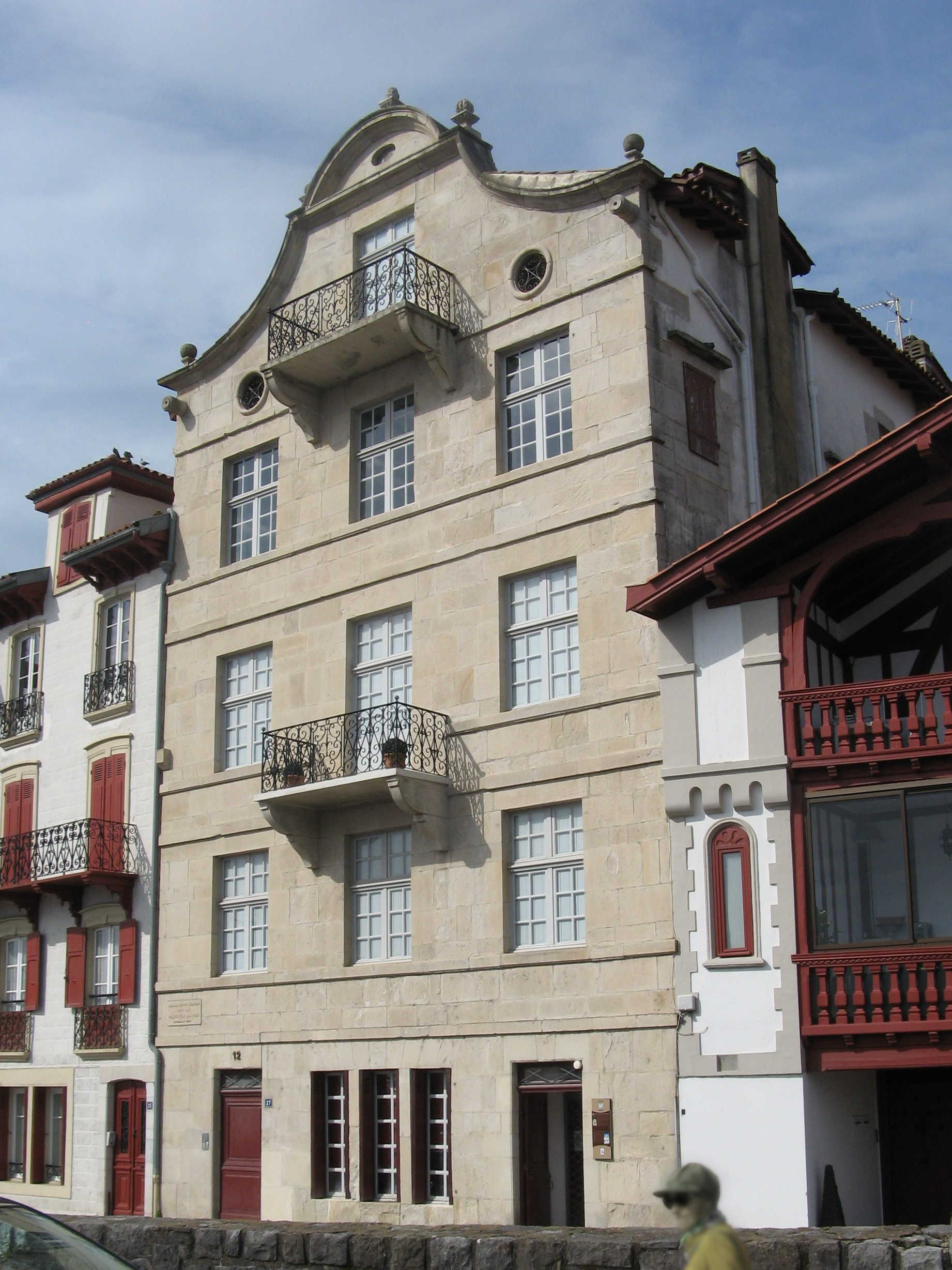
Maison natale à Ciboure.

Maurice Ravel naît le 7 mars 1875, dans la maison Estebania, quai de la Nivelle à Ciboure, près de Saint-Jean-de-Luz, dans les Basses-Pyrénées. Son père, Joseph Ravel (1832–1908), d'ascendance suisse et savoyarde, est un ingénieur renommé qui travaille notamment à la construction de lignes de chemin de fer et dans l'industrie automobile et étend les recherches d'Étienne Lenoir sur les moteurs à explosion. Sa mère, née Marie Delouart (1840–1917), femme au foyer après avoir été modiste, est née à Ciboure d'une famille établie dans ce village depuis au moins le XVIIe siècle. Son frère Édouard (1878–1960) est ingénieur. Maurice entretiendra toute sa vie de forts liens affectifs avec lui. En juin 1875, la famille Ravel se fixe définitivement à Paris. La légende qui veut que l’influence de l’Espagne sur l’imaginaire musical de Maurice Ravel soit liée à ses origines basques est donc exagérée, d’autant que le musicien ne retourne pas au Pays basque avant l’âge de vingt-cinq ans. En revanche, il revient par la suite régulièrement à Saint-Jean-de-Luz et ses environs pour y passer des vacances ou travailler.
L’enfance de Ravel est heureuse. Ses parents, attentionnés et cultivés, familiers des milieux artistiques, savent très tôt éveiller son don musical et encourager ses premiers pas. Maurice commence l’étude du piano à l’âge de six ans sous la férule du compositeur Henry Ghys (1839-1908) et reçoit en 1887 ses premiers cours de composition de Charles-René — harmonie et contrepoint. Le climat artistique et musical prodigieusement fécond de Paris à la fin du XIXe siècle ne peut que convenir à l’épanouissement de l'enfant qui, cependant, au désespoir de ses parents et de ses professeurs, reconnaît plus tard avoir joint à ses nombreuses dispositions « la plus extrême paresse ». Dans son Esquisse autobiographique, le compositeur note : « Tout enfant, j’étais sensible à la musique — à toute espèce de musique. Mon père, beaucoup plus instruit dans cet art que ne le sont la plupart des amateurs, sut développer mes goûts et de bonne heure stimuler mon zèle ».

#### Un avenir prometteur

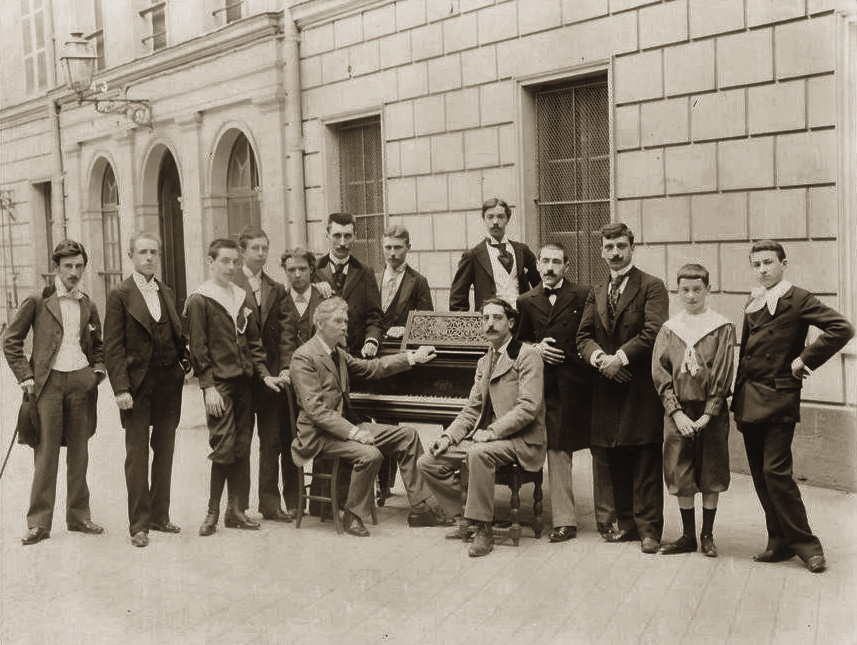
La classe de Charles de Bériot au Conservatoire de Paris, vers 1895. Ravel se tient à l'extrême-gauche ; Viñes est quatrième en partant de la droite.

Entré au Conservatoire de Paris en novembre 1889, Ravel est l'élève de Charles de Bériot et se lie d'amitié avec le pianiste espagnol Ricardo Viñes, qui devient l’interprète attitré de ses meilleures œuvres et avec qui il rejoint plus tard le cercle des Apaches. Enthousiasmé par la musique de Chabrier et de Satie, admirateur de Mozart,, Saint-Saëns, Debussy et du Groupe des Cinq, influencé par la lecture de Baudelaire, Poe, Condillac, Villiers de L'Isle-Adam et surtout de Mallarmé, Ravel manifeste précocement un caractère affirmé et un esprit musical très indépendant. Ses premières compositions, particulièrement Ballade de la reine morte d'aimer (1893), Sérénade grotesque (1893), Menuet antique (1895), ou les deux Sites auriculaires (1895 et 1897) en témoignent : elles sont déjà empreintes d'une personnalité et d’une maîtrise telles que son style ne change que peu par la suite[réf. nécessaire].
En 1897, Ravel entre dans la classe de contrepoint d'André Gedalge, et Gabriel Fauré devient son professeur de composition ; deux maîtres dont il reçoit l'enseignement avec comme condisciple Georges Enesco. Fauré juge le compositeur avec bienveillance, saluant un « très bon élève, laborieux et ponctuel » et une « nature musicale très éprise de nouveauté, avec une sincérité désarmante ». Les deux artistes entretiendront toute leur vie une grande estime l'un pour l'autre. Fauré introduit son élève dans le salon de madame de Saint-Marceaux, qui aime découvrir de jeunes talents et chez laquelle il joue régulièrement ses œuvres, dont certaines en première audition privée,,. À la fin de ses études, Ravel compose une ouverture symphonique pour un projet d'opéra baptisé Shéhérazade — ouverture créée en mai 1899 sous les sifflets du public, à ne pas confondre avec les trois poèmes de Shéhérazade pour voix de femme et orchestre datés de 1903 —, et la célèbre Pavane pour une infante défunte qui reste une de ses œuvres les plus jouées, même si son auteur ne l'estimait pas beaucoup.
À la veille du XXe siècle, le jeune Ravel était déjà un compositeur reconnu. Pourtant, son accession à la célébrité n’allait pas être chose aisée. L’audace de ses compositions et son admiration proclamée pour les « affranchis » Chabrier et Satie allaient lui valoir bien des inimitiés parmi le cercle des traditionalistes.

### 1900 - 1918: la grande période

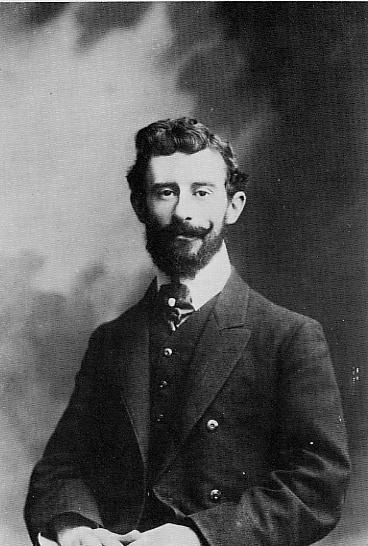
Maurice Ravel en 1907 (cliché Pierre Petit).

Portrait de Maurice Ravel, 1928, eau-forte par Marcel Amiguet.

#### Prix de Rome: «l'affaire Ravel»
Le compositeur essuie ainsi cinq échecs au prix de Rome sur fond de querelle entre académisme et tendances avant-gardistes. Éliminé au concours d'essai en 1900, Ravel n'obtient qu'un deuxième Second Grand prix en 1901 (derrière André Caplet et Gabriel Dupont) pour sa cantate Myrrha inspirée du Sardanapale de Lord Byron, malgré les éloges de Saint-Saëns selon qui le compositeur parait « appelé à un sérieux avenir ». C'est la seule récompense obtenue par Ravel, qui échoue de nouveau en 1902 (cantate Alcyone d'après Les Métamorphoses d'Ovide) et en 1903 (cantate Alyssa sur un texte de Marguerite Coiffier) avant d'être rejeté dès l'épreuve préparatoire en 1905, son âge lui interdisant toute tentative ultérieure. Ce dernier échec pose ouvertement la question de l'impartialité du jury où siège Charles Lenepveu, professeur des six concurrents admis en loge,,,, et suscite, par-delà le cercle de ses premiers défenseurs, un courant d'indignation en faveur de Ravel,. La nomination de Gabriel Fauré à la direction du Conservatoire de Paris en juin 1905, en remplacement de Théodore Dubois, démissionnaire, ouvre la voie à une lente réforme du prix de Rome. Ce que certains périodiques appellent « l’affaire Ravel » contribue à faire connaître le nom du musicien.

#### Premiers chefs-d’œuvre
Ses déboires au prix de Rome n'empêchent pas Ravel d'affirmer dès 1901 sa personnalité musicale avec les Jeux d’eau pour piano, pièce d'inspiration lisztienne qui, la première, lui vaut l'étiquette de musicien impressionniste. Très tôt et longtemps dans sa carrière, Ravel est comparé à Debussy, avec une insistance qui veut le faire passer pour un imitateur,,, puis, rapidement, pour un rival. Si l'influence de Debussy n'est jamais démentie par Ravel, elle ne reste pas à sens unique. Certains critiques musicaux aidant, en particulier Pierre Lalo du Temps, l'un des plus farouches adversaires de la musique de Ravel, ces trajectoires communes tournent assez vite au duel à distance et sont mal ressenties par l'auteur de La Mer. Debussy et Ravel ne se fréquentent pas et leur relation, d'abord cordiale, devient très distante à partir de 1905. Jusqu'à la fin de sa vie, Ravel ne manqua jamais de rappeler combien il estimait Debussy.
Dès cette époque s'affirment les traits ravéliens les plus caractéristiques : goût pour les sonorités hispaniques et orientales, pour l’exotisme et le fantastique, perfectionnisme, raffinement mélodique, virtuosité du piano. À la période particulièrement féconde qui s’étend de 1901 à 1908 appartiennent notamment le Quatuor à cordes en fa majeur (1902), les mélodies de Shéhérazade sur des poèmes de Tristan Klingsor (1904), les Miroirs et la Sonatine pour piano et l'Introduction et allegro pour harpe (1905), les Histoires naturelles d'après Jules Renard (1906), la Rapsodie espagnole (1908), la suite pour piano Ma mère l'Oye (1908) que Ravel dédie aux enfants de ses amis Ida et Cipa Godebski,, puis son grand chef-d’œuvre pianistique, Gaspard de la nuit (1908), inspiré du recueil homonyme d’Aloysius Bertrand.

#### Succès et déceptions

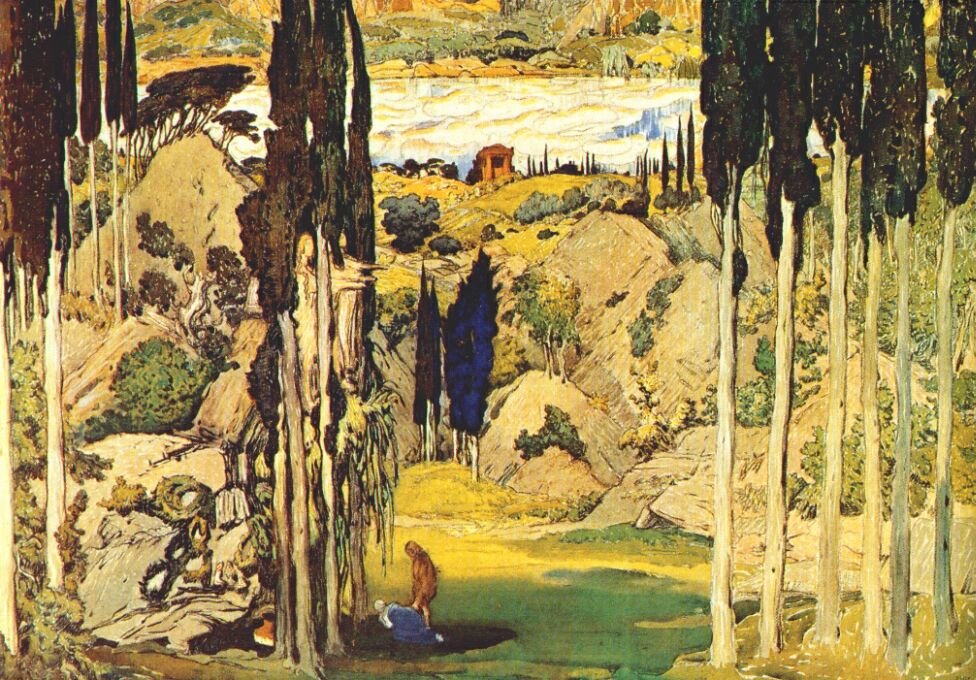
Évocation symphonique de la Grèce antique, le ballet Daphnis et Chloé est l’œuvre la plus longue écrite par Ravel. Créée le 8 juin 1912 dans des décors conçus par Léon Bakst, la postérité en a consacré deux fragments sous forme de suites.

En avril 1909, Ravel se rend à Londres chez Ralph Vaughan Williams à l’occasion d'une tournée de concerts à l’étranger. Il peut à cette occasion découvrir qu’il est déjà connu et apprécié outre-Manche. Il fonde en 1910, avec notamment Charles Koechlin, Gabriel Fauré et Florent Schmitt, la Société musicale indépendante (SMI) pour promouvoir la musique contemporaine, par opposition à la Société nationale de musique, plus conservatrice, alors présidée par Vincent d’Indy et liée à la Schola Cantorum. Dirigée à ses débuts par Gabriel Fauré, la SMI est très active jusqu'au milieu des années 1930, donne en première audition un grand nombre des œuvres de Ravel et contribue à faire connaître la musique de la jeune école française — Aubert, Caplet, Delage, Huré, Koechlin, Schmitt, etc. — et celle de compositeurs d'avant-garde alors peu diffusés en France : Ravel y invite notamment le jeune Béla Bartók. Vers la même époque, en 1911, Ravel participe à la création de la Société Chopin, sur l'initiative de son ami le musicologue Édouard Ganche.
Au début des années 1910, deux œuvres majeures donnent à Ravel des difficultés. L'Heure espagnole, premier ouvrage lyrique du compositeur, est achevé en 1907 et créé en 1911. L'opéra est mal accueilli par le public et surtout par la critique. Ni l’humour libertin du livret de Franc-Nohain ni les hardiesses orchestrales de Ravel ne sont compris, et l'œuvre doit attendre les années 1920 pour devenir populaire. Parallèlement, pour répondre à une commande de Serge de Diaghilev dont les Ballets russes triomphent à Paris, Ravel compose à partir de 1909 le ballet Daphnis et Chloé. Cette symphonie chorégraphique, qui utilise des chœurs sans paroles, est une vision de la Grèce antique que Ravel veut proche de celle que les peintres français du XVIIIe siècle avaient donnée. L’argument de l’œuvre fut corédigé par Michel Fokine et Ravel lui-même. Il s’agit de l’œuvre la plus longue du compositeur (soixante-dix minutes environ), et celle dont la composition, longue de trois années, est la plus laborieuse. Là encore l’accueil est inégal après la création en juin 1912, deux ans après le triomphe du très novateur Oiseau de feu de Stravinsky. Cette même année cependant triomphent les ballets Ma mère l'Oye et Adélaïde ou le langage des fleurs, tous deux des orchestrations d'œuvres antérieures.
Le 29 mai 1913, Ravel est au nombre des défenseurs d'Igor Stravinsky, avec qui il avait noué une solide amitié, lors de la création tumultueuse du Sacre du printemps au théâtre des Champs-Élysées. Cette période qui précède la guerre, Ravel la décrira plus tard comme la plus heureuse de sa vie. Il habite depuis 1908 un appartement au 4, avenue Carnot, tout près de la place de l’Étoile.

#### La guerre

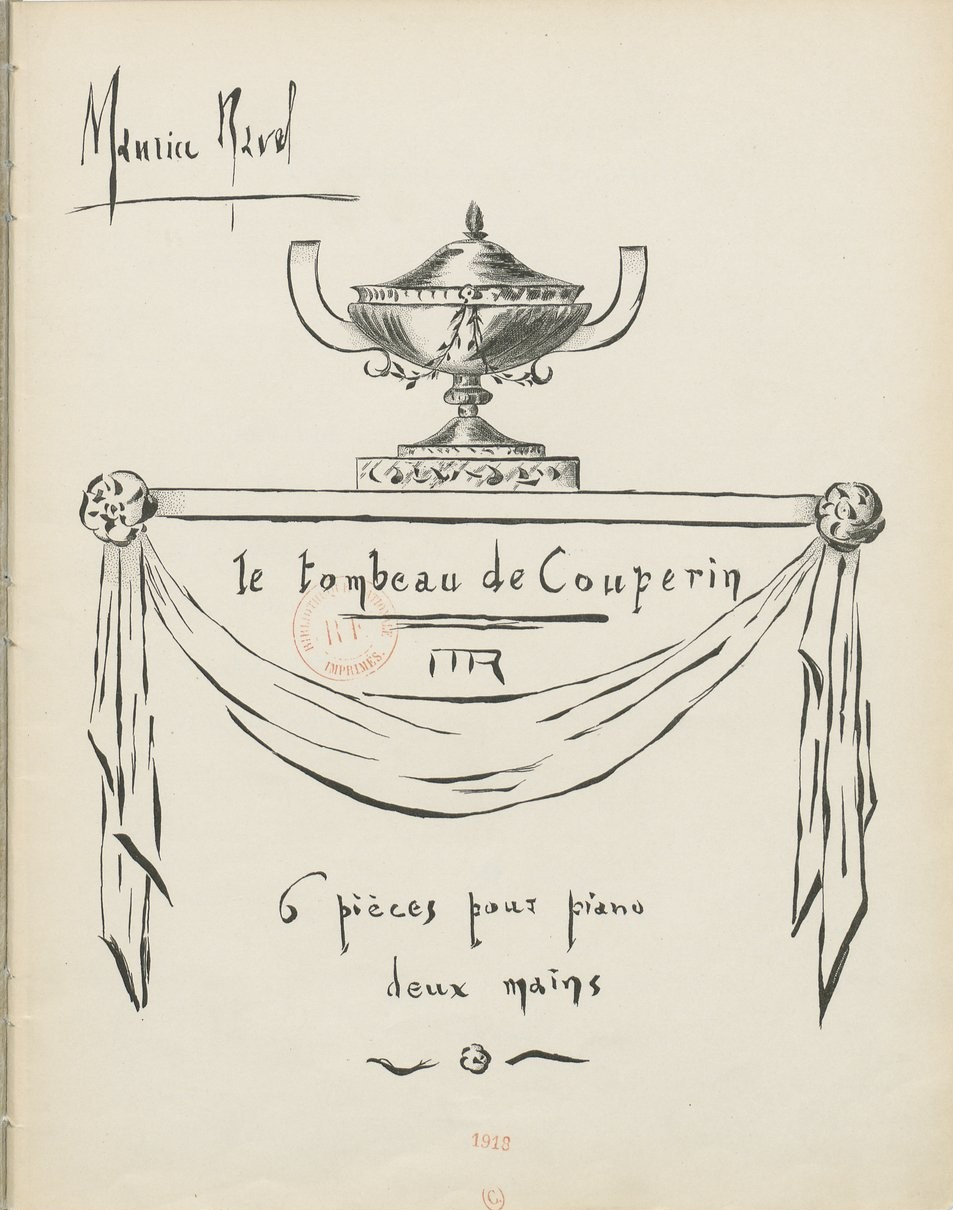
Dessin de Ravel pour la couverture de la partition du Tombeau de Couperin, 1917.

La guerre surprit Ravel en pleine composition de son Trio en la mineur qui fut finalement créé en 1915. Dès le début du conflit, le compositeur chercha à s'engager mais, déjà exempté de service militaire en 1895 en raison de sa faible constitution (1,61 m),, il fut refusé pour être « trop léger de deux kilos » (ne pesant que 48 kg),. Dès lors, l’inaction devint une torture pour Ravel. À force de démarches pour être incorporé dans l'aviation, c'est finalement comme conducteur d'un camion militaire — que le compositeur surnomma Adélaïde — qu'il fut envoyé près de Verdun en mars 1916.
Depuis le front, tandis que plusieurs musiciens de l'arrière tombaient dans les travers du nationalisme, Ravel fit la démonstration de sa probité artistique en refusant, au risque de voir sa propre musique bannie des concerts, de prendre part à la Ligue nationale pour la défense de la musique française. Cette organisation, créée par Charles Tenroc autour notamment de Vincent d'Indy, Camille Saint-Saëns et Alfred Cortot, entendait faire de la musique un outil de propagande nationaliste et interdire, entre autres, la diffusion en France des œuvres allemandes et austro-hongroises. Ravel leur répondit le 7 juin 1916 :

« [...] Je ne crois pas que “pour la sauvegarde de notre patrimoine artistique national” il faille “interdire d'exécuter publiquement en France des œuvres allemandes et autrichiennes contemporaines non tombées dans le domaine public”. [...] Il serait même dangereux pour les compositeurs français d'ignorer systématiquement les productions de leurs confrères étrangers et de former ainsi une sorte de coterie nationale : notre art musical, si riche à l'heure actuelle, ne tarderait pas à dégénérer, à s'enfermer en des formules poncives [sic]. Il m'importe peu que M. Schönberg, par exemple, soit de nationalité autrichienne. Il n'en est pas moins un musicien de haute valeur, dont les recherches pleines d'intérêt ont eu une influence heureuse sur certains compositeurs alliés, et jusque chez nous. Bien plus, je suis ravi que MM. Bartók, Kodály et leurs disciples soient hongrois et le manifestent dans leurs œuvres avec tant de saveur. En Allemagne, à part M. Richard Strauss, nous ne voyons guère que des compositeurs de second ordre dont il serait facile de trouver l'équivalent sans dépasser nos frontières. Mais il est possible que bientôt de jeunes artistes s'y révèlent, qu'il serait intéressant de connaître ici. D'autre part je ne crois pas qu'il soit nécessaire de faire prédominer en France, et de propager à l'étranger toute musique française, quelle qu'en soit la valeur. Vous voyez, Messieurs, que sur bien des points mon opinion est assez différente de la vôtre pour ne pas me permettre l'honneur de figurer parmi vous. »

Victime selon toute vraisemblance d'une dysenterie puis d'une péritonite, Ravel fut opéré le 1er octobre 1916 avant d'être envoyé en convalescence puis démobilisé en mars 1917. La nouvelle du décès de sa mère, survenu en janvier 1917, parvint au compositeur alors qu'il était encore sous les drapeaux. Elle le plongea dans un désespoir sans comparaison avec celui causé par la guerre : profondément abattu, il devait mettre plusieurs années à surmonter son chagrin.
Il acheva cette année-là six pièces pour piano regroupées sous le titre Le Tombeau de Couperin, suite en forme d'hommage aux maîtres du classicisme français qu’il dédia à des amis tombés au front. Durement touché par ces épreuves accumulées, le musicien resta insensible aux échos de l'armistice et traversa alors une période de silence et de doute que vinrent interrompre en 1919 deux commandes cruciales : l'une de Diaghilev (La Valse), l'autre de Rouché (L'Enfant et les Sortilèges).

### 1918 - 1928: dépouillement

#### L'héritage de Debussy

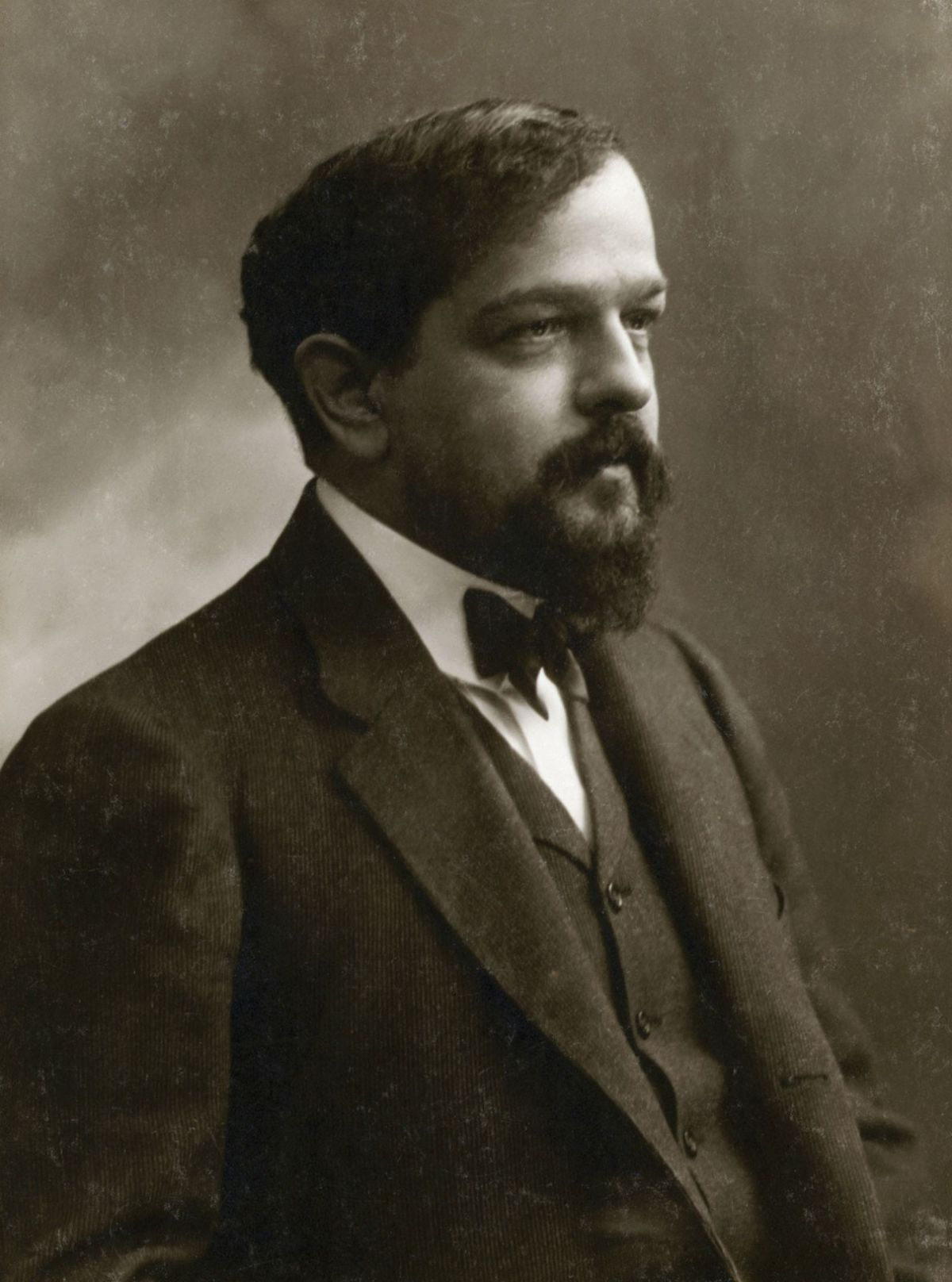
Claude Debussy, par Nadar.

La guerre, terminée, avait bouleversé la société et remis en cause les canons esthétiques hérités de ce qu'on appellerait bientôt la « Belle Époque » : les années d'après-guerre virent ainsi tout un pan de la musique européenne, de Sergueï Prokofiev (Symphonie classique) à Stravinsky (Pulcinella), prendre un virage néoclassique auquel Ravel allait contribuer à sa manière. Pour les quelque douze années d’activité qui lui restaient, la production du musicien se ralentit considérablement (une œuvre par an en moyenne, non compris les orchestrations) et son style évolua selon ses propres mots dans le sens d’un « dépouillement poussé à l'extrême » tout en s’ouvrant aux innovations rythmiques et techniques venues de l’étranger, en particulier d’Amérique du Nord.
Les années passant, et après la mort de Claude Debussy en 1918, Ravel était désormais considéré comme le plus grand compositeur français vivant. Sa notoriété croissante, particulièrement à l'étranger, le fit beaucoup réclamer en concert et lui valut plusieurs distinctions. La façon dont s'accommoda de sa célébrité celui qui déclara désabusé, en 1928, à propos du public qui l'acclamait, « Ce n'est pas moi qu'ils veulent voir, c'est Maurice Ravel », dérouta plus d'un observateur. Ce fut d'abord, en 1920, la réaction désinvolte à sa promotion au rang de chevalier de la Légion d'honneur : pour une raison qu'il ne précisa jamais, il ne prit même pas la peine de répondre à cette annonce et obtint d'être radié au Journal officiel,,. Satie, brouillé avec lui depuis 1913, s’en amusa dans une boutade célèbre : « Ravel refuse la Légion d’Honneur, mais toute sa musique l’accepte ».
Sa première œuvre majeure de l’après-guerre fut La Valse, poème symphonique dramatique commandé pour le ballet par Serge de Diaghilev. Ravel y défigura sciemment la valse viennoise en dépeignant un « tourbillon fantastique et fatal », évocation musicale de l'anéantissement par la guerre de la civilisation européenne qu'incarnaient les valses de Johann Strauss. Refusée par les Ballets russes en 1920, La Valse connut un immense succès au concert et fut finalement adaptée pour le théâtre, en 1929, pour les ballets d'Ida Rubinstein.
En 1922, la vaste Sonate pour violon et violoncelle, dédiée à la mémoire de Debussy et créée par Hélène Jourdan-Morhange, matérialisait le « renoncement au charme harmonique » et la « réaction de plus en plus marquée dans le sens de la mélodie » qui allaient caractériser la plupart des œuvres de Ravel au cours des années 1920.

#### Montfort-l’Amaury

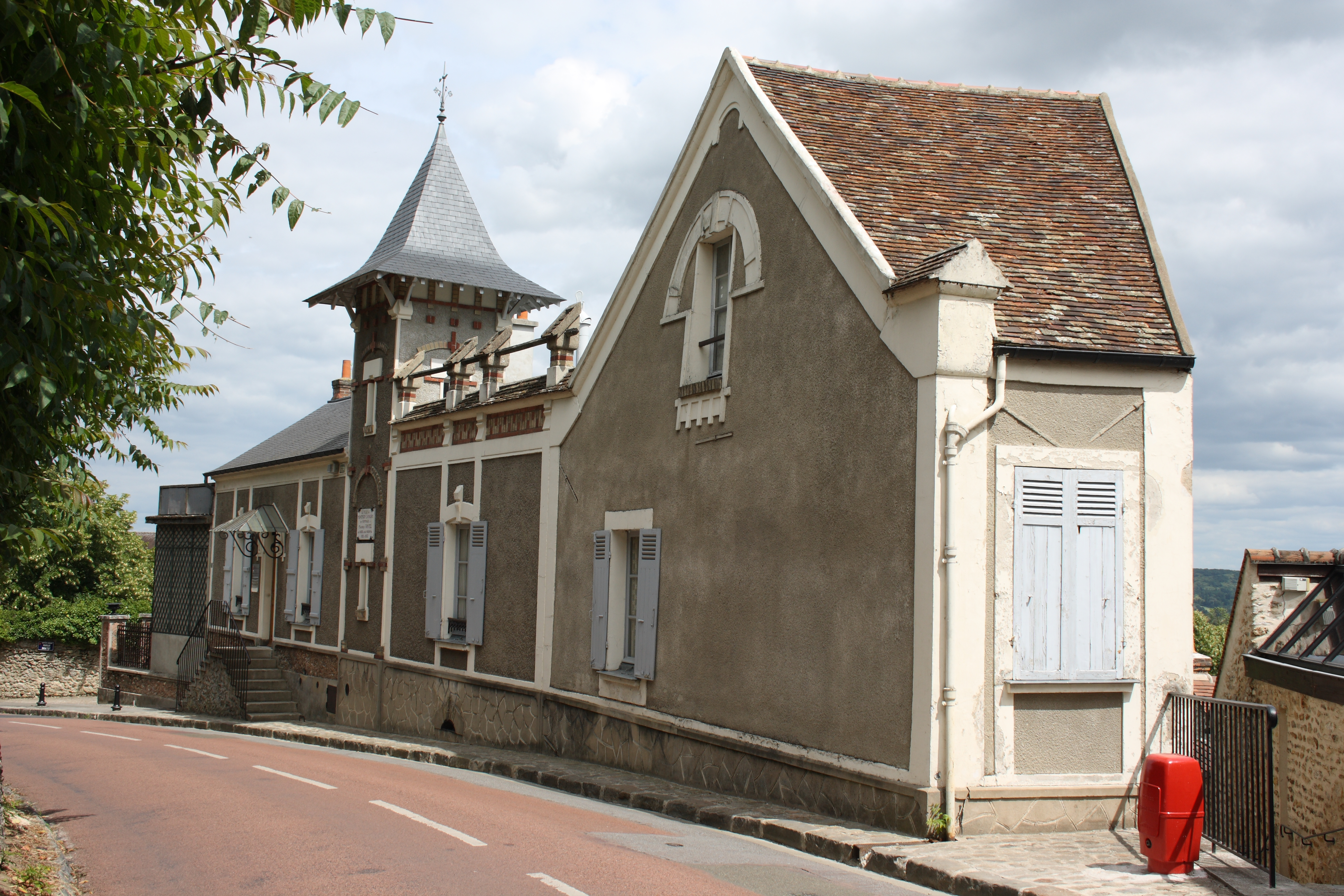
Le Belvédère à Montfort-l'Amaury, musée depuis 1971-1973 et inscrit aux MH depuis 2019 (inscription élargie par rapport à celle de 1994)

En janvier 1921, désireux de se fixer et d'acquérir « une bicoque à trente kilomètres au moins de Paris », Ravel acheta une maison à Montfort-l’Amaury en Seine-et-Oise, Le Belvédère, où il conçut la majeure partie de ses dernières œuvres. Cette époque vit la naissance des sensuelles Chansons madécasses sur des poèmes d’Évariste de Parny (1923), dans lesquelles le musicien exprima son anticolonialisme (Aoua), et de la rhapsodie virtuose pour violon et orchestre Tzigane (1924) dédiée à Jelly d'Arányi et secondairement réduite pour violon et luthéal. Le Belvédère s’imprégna vite de la personnalité de son occupant qui le décora lui-même et en fit, de son vivant, un véritable musée : collection de porcelaines asiatiques, jouets mécaniques, horloges. À l'extérieur, il dépensa une fortune pour créer un jardin japonais dans la pente, doté d'escaliers et de sentiers dallés.

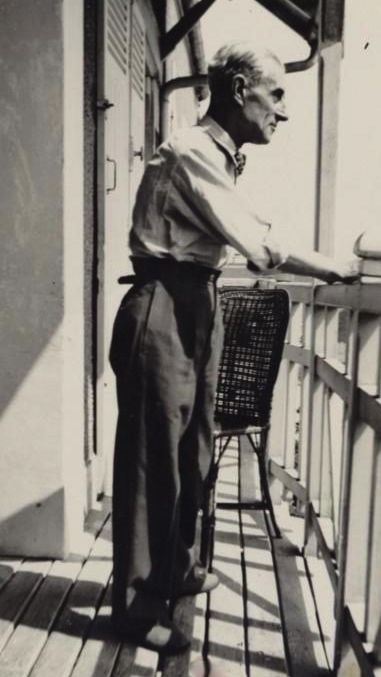
Ravel sur le balcon de sa maison à Montfort-l'Amaury

Jusqu'à la fin de sa vie créatrice, Ravel mena à Montfort-l'Amaury une vie paisible entrecoupée de séjours au Pays basque et de tournées de concerts en France et à l'étranger, où il se produisait comme pianiste soliste, accompagnateur ou chef d'orchestre. Solitaire et pudique, le musicien avait cependant une riche vie sociale et sa correspondance témoigne de sa fidélité en amitié. Le Belvédère devint rapidement le point de ralliement du cénacle ravélien : parmi ses proches amis figuraient l’écrivain Léon-Paul Fargue, les compositeurs Maurice Delage, Arthur Honegger, Jacques Ibert, Florent Schmitt, Germaine Tailleferre, les interprètes Marguerite Long, Robert Casadesus, Jacques Février, Madeleine Grey, Hélène Jourdan-Morhange, Vlado Perlemuter, le sculpteur Léon Leyritz, et ses deux fidèles élèves, Roland-Manuel et Manuel Rosenthal. Ravel faisait de fréquents allers et retours entre Montfort-l'Amaury et Paris, dont il appréciait la vie nocturne et où il rencontrait ses amis, allait au concert ou au théâtre et fréquentait les cabarets à la mode.
Ravel ne se départit jamais d'une extrême discrétion quant à sa vie privée et véhicula au travers de ses portraits et photographies l'image d'un dandy affectant un « cérémonial d'élégance fastidieuse » (André Tubeuf) qui contraste avec les témoignages de ceux qui le fréquentèrent. Mais les apparences ne pouvaient entièrement cacher la solitude et la tristesse de cet homme, qui trouva une échappatoire dans l'orchestration des Tableaux d'une exposition de Modeste Moussorgski et dans une série de tournées à l’étranger (Pays-Bas, Italie, Angleterre, Espagne). La question de la vie privée du compositeur a souvent fait l'objet de gloses, sans qu'une réponse précise lui soit apportée. Ravel ne se maria jamais et aucune relation sentimentale, féminine ou masculine, ne lui est connue,,. Une thèse récente s'attache à démontrer que Ravel aurait transcrit en musique le prénom Misia et le nom Godebska, et caché ces transcriptions dans ses œuvres.

#### Lyrisme etblues
Ravel avait connu Colette dans les années 1900, quand ils fréquentaient le salon de madame de Saint-Marceaux. C'est en 1925 qu'aboutit le projet commun des deux artistes d'une fantaisie lyrique baptisée L'Enfant et les Sortilèges. La genèse de cette œuvre avait débuté en 1919, quand Jacques Rouché alors directeur de l’Opéra de Paris, avait proposé à Colette la collaboration de Ravel pour mettre en musique un poème de sa main, intitulé au départ Divertissement pour ma fille. Accaparé par d'autres projets, il n'y travailla vraiment qu'à partir de 1924 pour en tirer une œuvre dont les nombreuses scènes, de par leur brièveté et la variété de leurs genres, la rapprochent plus de la comédie musicale et du music-hall que de l'opéra. La création à Monte-Carlo en mars 1925 fut un succès, mais les représentations parisiennes de cette œuvre atypique donnèrent lieu à un accueil perplexe (le duo des chats notamment fit scandale). Colette a rapporté avec humour la relation purement professionnelle et distante dans laquelle Ravel la tint au cours de l’élaboration de ce projet. À la fin des années 1920, Ravel s'apprêtait à devenir, avec Stravinsky, le compositeur en vie le plus célèbre de son époque. Il acheva en 1927 sa Sonate pour violon et piano (dont le second mouvement est intitulé Blues) et inaugura la salle Pleyel en dirigeant La Valse.

### 1928 - 1932: la consécration

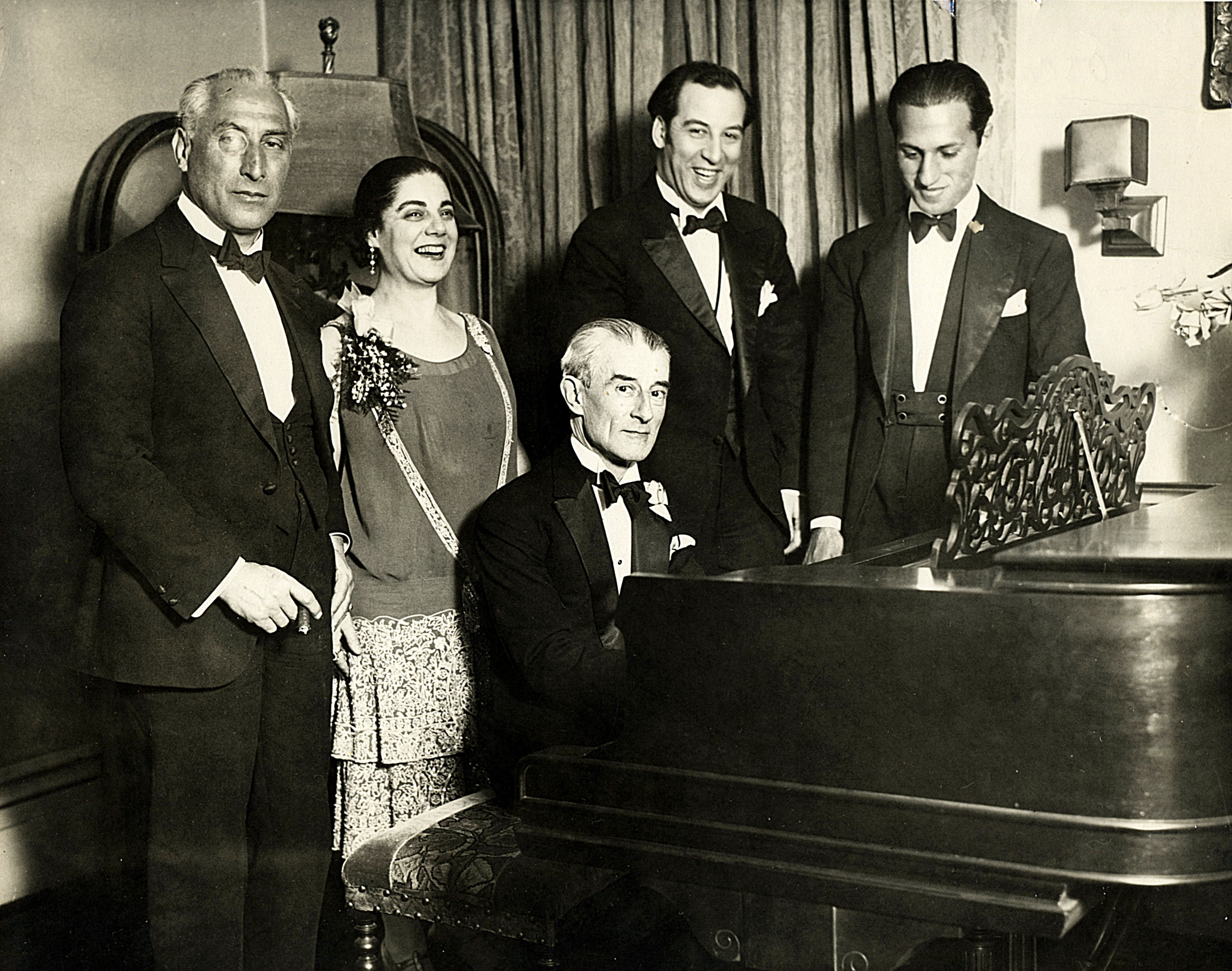
Maurice Ravel au piano le 7 mars 1928 à New York, au cours d'une soirée organisée en l'honneur de son 53e anniversaire. Derrière lui, de gauche à droite, le chef d'orchestre Oskar Fried, la cantatrice canadienne Éva Gauthier, Manoah Leide-Tedesco et George Gershwin.

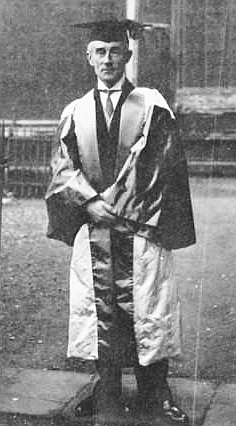
Maurice Ravel, docteur honoris causa de l’université d’Oxford, octobre 1928.

#### La tournée américaine
L’année 1928 fut pour Ravel particulièrement faste. De janvier à avril, il effectua une tournée de concerts aux États-Unis et au Canada, qui lui valut, dans chaque ville visitée, un immense succès. Il se produisit comme pianiste, notamment dans sa Sonatine, accompagna sa Sonate pour violon et certaines de ses mélodies, dirigea les orchestres, donna des interviews et prononça des discours sur la musique contemporaine. À New York, où le peintre Raymond Woog fit son portrait, il fréquenta les clubs de jazz de Harlem et se fascina pour les improvisations du jeune George Gershwin, auteur quatre ans plus tôt d'une retentissante Rhapsody in Blue et dont il appréciait particulièrement la musique. À celui-ci lui réclamant des leçons, Ravel répondit par la négative, argumentant : « Vous perdriez la grande spontanéité de votre mélodie pour écrire du mauvais Ravel »,. Dans cet esprit Ravel exhorta à plusieurs reprises les Américains à cultiver la spécificité de leur musique nationale : « Vous, les Américains, prenez le jazz trop à la légère. Vous semblez y voir une musique de peu de valeur, vulgaire, éphémère. Alors qu'à mes yeux, c'est lui qui donnera naissance à la musique nationale des États-Unis ».

#### LeBoléro
De retour en France, Ravel s'attela à ce qui devait devenir son œuvre la plus célèbre et, malgré lui, l'instrument de sa consécration internationale. Après quelques tergiversations, le « ballet de caractère espagnol » que lui avait commandé son amie Ida Rubinstein en 1927 adopta le rythme d'un boléro andalou. Composé entre juillet et octobre 1928, le Boléro fut créé à Paris le 22 novembre de la même année devant un parterre quelque peu stupéfait. Loué par la critique dès sa première,,,,, gravé sur disque et radiodiffusé dès 1930, le Boléro connut en quelques mois un succès planétaire. Cette œuvre singulière, qui tient le pari de durer plus d’un quart d’heure avec seulement deux thèmes et une ritournelle inlassablement répétés, était pourtant considérée par son auteur comme une expérience d’orchestration « dans une direction très spéciale et limitée », et Ravel lui-même s'exaspéra du succès phénoménal de cette partition qu’il disait « vide de musique ». À propos d’une dame criant : « Au fou ! » après avoir entendu l’œuvre, le compositeur affirma simplement : « Celle-là, elle a compris. »
En octobre 1928, Ravel reçut le titre de docteur en musique honoris causa à l’université d'Oxford. À Ciboure, en août 1930, le quai qui l'avait vu naître fut rebaptisé de son nom en sa présence.

#### Derniers chefs-d’œuvre
De 1929 à 1931, Ravel conçut ses deux dernières œuvres majeures. Composés simultanément et créés à quelques jours d’intervalle en janvier 1932, les deux concertos pour piano et orchestre apparaissent comme la synthèse de l’art ravélien, combinant forme classique et style moderne empruntant au jazz ; mais ces deux œuvres frappent par leur contraste. Au Concerto pour la main gauche, œuvre grandiose baignée d’une sombre lumière et empreinte de fatalisme qu’il dédia au pianiste manchot Paul Wittgenstein, répondit l’éclatant Concerto en sol dont le mouvement lent constitue l’une des plus intimes méditations musicales du compositeur. Avec les trois chansons de Don Quichotte à Dulcinée, composées en 1932 sur des poèmes de Paul Morand, les concertos mirent un point final à la production musicale de Maurice Ravel.
Le temps d’une tournée triomphale en 1932 en compagnie de la pianiste Marguerite Long, qui diffusa le Concerto en sol dans toute l’Europe, Ravel prit une dernière fois la mesure de sa renommée. De retour en France, après avoir supervisé un enregistrement de ce même concerto, il n’avait plus que des projets : notamment un ballet-oratorio, Morgiane, inspiré des Mille et Une Nuits, et un grand opéra, Jeanne d’Arc, d’après le roman homonyme de Joseph Delteil.

### 1933 - 1937: les dernières années
À partir de l’été 1933, Ravel présenta les signes d’une maladie cérébrale qui, devenue incurable, allait le condamner au silence pour les quatre dernières années de sa vie. Troubles de l’écriture, de la motricité et du langage en furent les principales manifestations, tandis que son intelligence était préservée et qu’il continuait de penser sa musique, sans plus pouvoir bientôt écrire ni jouer. L’opéra Jeanne d’Arc, auquel le compositeur attachait tant d’importance, ne devait jamais voir le jour. Le public resta longtemps dans l’ignorance de la maladie du musicien ; chacune de ses rares apparitions publiques lui valait une ovation, ce qui rendit d’autant plus douloureuse son inaction.
On pense qu’un traumatisme crânien consécutif à un accident de voiture dont il fut victime le 8 octobre 1932, a pu précipiter les choses, mais Ravel, grand fumeur et insomniaque récurrent, avait montré des signes avant-coureurs dès le début des années 1920. La thèse d'une aphasie primaire progressive (type Mesulam) dans le cadre d'une atteinte neurodégénérative apparentée soit à la démence frontotemporale (DFT, anciennement dénommée « maladie de Pick »),, soit à la dégénerescence corticobasale (DCB), est le plus souvent privilégiée par les auteurs du XXIe siècle.
En 1935, sur proposition d’Ida Rubinstein, Ravel entreprit un ultime voyage en Espagne et au Maroc, où il joua du piano non sans difficulté, puis se retira définitivement à Montfort-l’Amaury. Il faisait seul de longues promenades en forêt de Rambouillet, et bien que son affectivité, son jugement et son intelligence fussent toujours les mêmes, il avait de grandes difficultés à parler, s'habiller, se servir correctement des objets de la vie quotidienne. Jusqu’à sa mort, il put compter sur la fidélité et le soutien de ses amis et de sa fidèle gouvernante, Madame Révelot.
Le mal continua de progresser. Le 19 décembre 1937, malgré les réticences du musicien et de nombreux neurologues, le docteur Clovis Vincent, réputé le plus grand neurochirurgien français, décida de tenter une intervention chirurgicale sur son cerveau dans l'hypothèse d'une atteinte tumorale. Opéré dans une clinique rue Boileau à Paris, Ravel se réveilla un court moment après l’intervention, réclama son frère, puis sombra définitivement dans le coma.

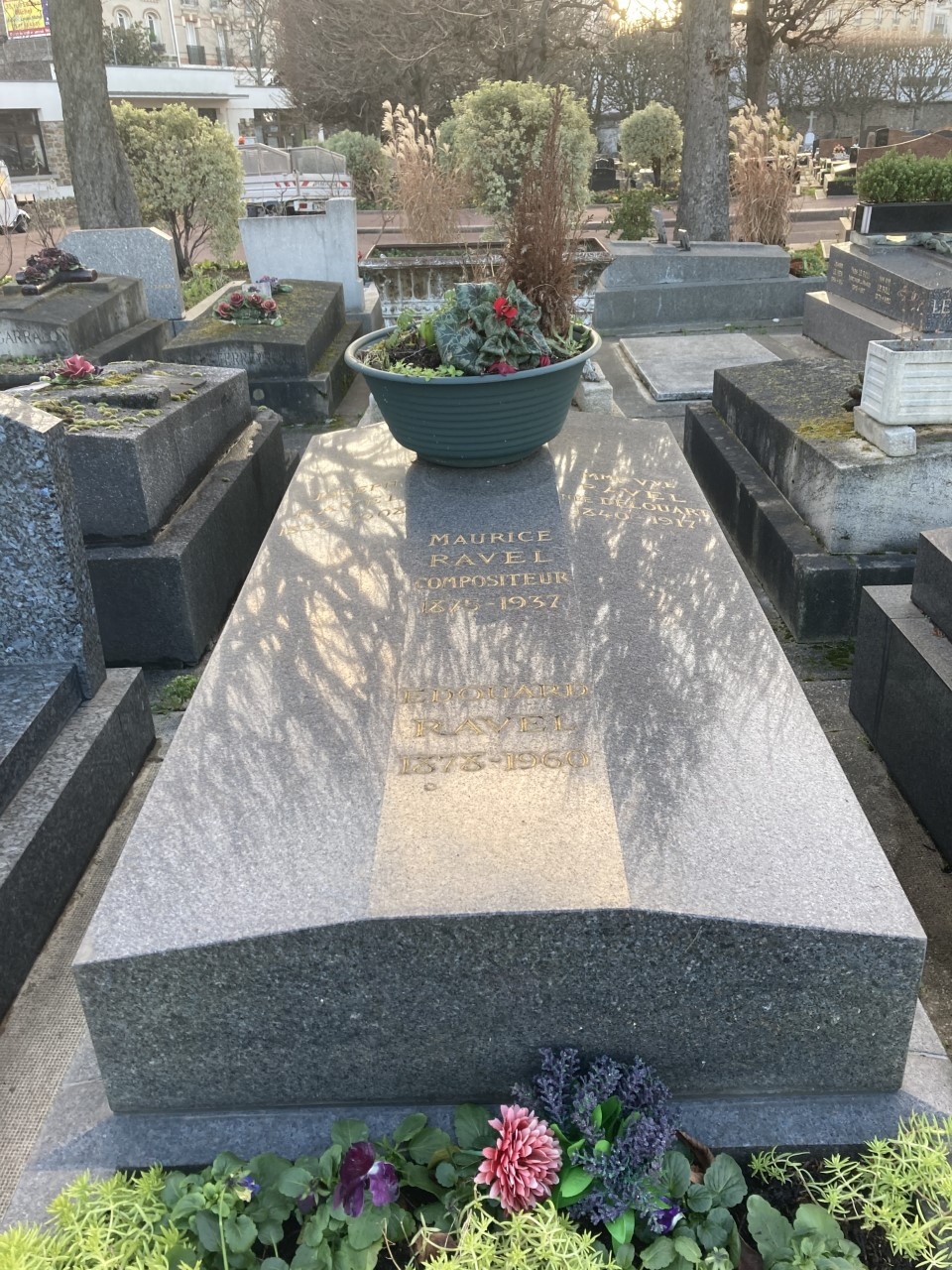
Sépulture de Maurice Ravel au cimetière de Levallois-Perret.

Il meurt le 28 décembre 1937, à l’âge de soixante-deux ans. Le soir même, Manuel Rosenthal devait diriger l'Enfant et les Sortilèges : « Cette exécution fut la plus émouvante possible, toute de recueillement et de tristesse devant un public bouleversé. Au balcon de la salle se trouvait Igor Stravinsky, dont le visage ravagé disait la tristesse de perdre son ami, son camarade de lutte. » La mort de Ravel provoqua dans le monde une grande émotion, que la presse relaya dans un hommage unanime.
Le 30 décembre à midi, l'enterrement du compositeur à Levallois-Perret rassembla ses amis et confrères, parmi lesquels Louis Aubert, Jane Bathori, Robert Casadesus, Jacques Février, Reynaldo Hahn, Robert d'Harcourt, Arthur Honegger, Hélène Jourdan-Morhange, Charles Koechlin, Marguerite Long, Darius Milhaud, Francis Poulenc, Manuel Rosenthal, Florent Schmitt, Igor Stravinsky et Maurice Delage. Jean Zay, ministre de l'Éducation nationale et des Beaux-Arts, prononça pour le gouvernement de la République un discours remarqué. On en retiendra le passage suivant :

« Dans le langage et dans l'univers de la musique, et sans jamais briser ni dépasser cet univers, mais au contraire en usant jusqu'à l'infini et avec une généreuse, une inépuisable malice, de toutes les ressources de cet univers, Maurice Ravel s'est efforcé de montrer tout ce que sa merveilleuse intelligence était capable d'accomplir, tout ce qu'elle était capable d'exprimer. Et cela sans négliger les choses obscures, ni les choses douloureuses, ni les choses passionnées. Sans non plus tomber dans la virtuosité pour la virtuosité, la parade pour la parade. Le sortilège ravélien n'est pas une simple prestidigitation ; il n'est pas seulement éblouissant. Il n'y a nulle sécheresse en lui. Et s'il est sans grandiloquence, cela ne veut pas dire qu'il soit sans grandeur. Sa grandeur vient justement de cette vigilance perpétuelle de l'intelligence, de cette présence constante de l'esprit qui mesure, cherche, indique, décompose, connaît et au besoin sourit. »

Avec Ravel disparaissait le dernier représentant d’une lignée de musiciens qui avaient su renouveler l’écriture musicale, sans jamais renoncer aux principes hérités du classicisme. Et par là même, le dernier compositeur dont l’œuvre dans sa totalité, toujours novatrice et jamais rétrograde, soit « entièrement accessible à une oreille profane ».

« Je n’ai jamais éprouvé le besoin de formuler, soit pour autrui soit pour moi-même, les principes de mon esthétique. Si j’étais tenu de le faire, je demanderais la permission de reprendre à mon compte les simples déclarations que Mozart a faites à ce sujet. Il se bornait à dire que la musique peut tout entreprendre, tout oser et tout peindre, pourvu qu’elle charme et reste enfin et toujours la musique. »

— Maurice Ravel, Esquisse autobiographique, 1928.

## Ravel et son art

### Les influences

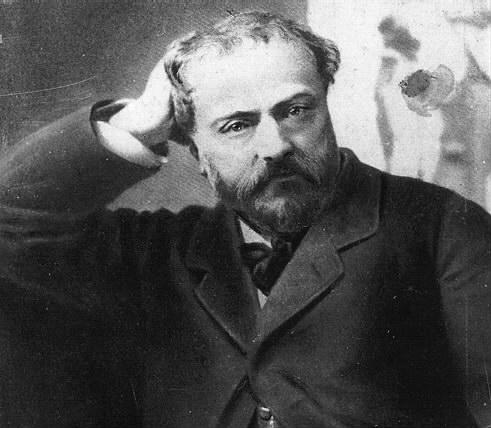
Ravel reconnaissait en Emmanuel Chabrier (1841–1894) l’un de ses principaux inspirateurs.

Né à une époque particulièrement propice à l’éclosion des arts, Ravel bénéficia d’influences très diverses. Mais comme le souligne Vladimir Jankélévitch dans sa biographie, « aucune influence ne peut se flatter de l’avoir conquis tout entier […]. Ravel demeure jalousement insaisissable derrière tous ces masques que lui prêtent les snobismes du siècle ».
Aussi la musique de Ravel apparaît-elle d’emblée, comme celle de Debussy, profondément originale, voire inclassable selon l’esthétique traditionnelle. Ni absolument moderniste ni simplement impressionniste (comme Debussy, Ravel refusait catégoriquement ce qualificatif qu'il estimait réservé à la peinture), elle s’inscrit bien davantage dans la lignée du classicisme français initié au XVIIIe siècle par Couperin et Rameau et dont elle fut l’ultime prolongement. Ravel par exemple (à l’inverse de son contemporain Stravinsky) ne devait jamais renoncer à la musique tonale et n'usa qu'avec parcimonie de la dissonance, ce qui ne l’empêcha pas par ses recherches de trouver de nouvelles solutions aux problèmes posés par l’harmonie et l’orchestration, et de donner à l’écriture pianistique de nouvelles directions.

#### De Chabrier au jazz
De Fauré et Chabrier (Sérénade grotesque, Pavane pour une infante défunte, Menuet antique) à la musique noire américaine (L’Enfant et les sortilèges, Sonate pour violon, Concerto en sol) en passant par l’école russe (À la manière de… Borodine, orchestration des Tableaux d’une exposition), Satie, Debussy (Jeux d’eau, Quatuor à cordes), Couperin et Rameau (Le Tombeau de Couperin), Chopin et Liszt (Gaspard de la nuit, Concerto pour la main gauche), Schubert (Valses nobles et sentimentales), Schönberg (Trois poèmes de Mallarmé), et enfin Saint-Saëns et Mozart (Concerto en sol), Ravel a su faire la synthèse de courants extrêmement variés et imposer son style dès ses premières œuvres. Ce style ne devait d’ailleurs que très peu évoluer au cours de sa carrière, sinon comme il le disait lui-même dans le sens d’un « dépouillement poussé à l’extrême » (Sonate pour violon et violoncelle, Chansons madécasses).

#### L’éclectique
Éclectique par excellence tout en s'inscrivant dans une esthétique indiscutablement française, Ravel sut tirer profit de son intérêt pour les musiques de toutes origines. L’influence notoire exercée sur son imaginaire musical par le Pays basque (Trio en la mineur) et surtout l’Espagne (Habanera, Pavane pour une infante défunte, Rapsodie espagnole, Boléro, Don Quichotte à Dulcinée) participe beaucoup à sa popularité internationale, mais conforte aussi l’image d’un musicien toujours épris de rythme et de musiques folkloriques. L’Orient (Shéhérazade, Introduction et Allegro, Ma mère l’Oye), la Grèce (Daphnis et Chloé, Chansons populaires grecques) et les sonorités tziganes (Tzigane) l’inspirèrent également.
La musique noire américaine, que lui fit mieux découvrir Gershwin au cours de la tournée américaine de 1928, fascina Ravel. Il en introduisit de nombreuses touches dans les chefs-d’œuvre de sa dernière période créatrice (ragtime dans l'Enfant et les sortilèges, blues dans le second mouvement de la Sonate pour violon, jazz dans le Concerto en sol et le Concerto pour la main gauche).
Enfin, il est nécessaire de souligner la fascination qu’exerça le monde de l’enfance sur Ravel. Que ce soit dans sa propre vie (attachement absolu, quasi infantile, à sa mère, collection de jouets mécaniques…) ou dans son œuvre (de Ma mère l’Oye à l'Enfant et les sortilèges), Ravel exprima régulièrement une extrême sensibilité et un goût prononcé pour le fantastique et le domaine du rêve.

### L’orfèvre du son
« Je me refuse simplement, mais absolument à confondre la conscience de l’artiste, qui est une chose, avec sa sincérité, qui en est une autre [...]. Cette conscience exige que nous développions en nous le bon ouvrier. Mon objectif est donc la perfection technique. Je puis y tendre sans cesse, puisque je suis assuré de ne jamais l’atteindre. L’important est d’en approcher toujours davantage. L’art, sans doute, a d’autres effets, mais l’artiste, à mon gré, ne doit pas avoir d’autre but ».
La recherche de la perfection formelle fit autant pour le succès de Maurice Ravel auprès du public que pour sa défaveur auprès de certains critiques. Tandis que Stravinsky raillait sa méticulosité en le qualifiant d’ « horloger suisse », certains ne virent dans sa musique que sécheresse, froideur ou artifice. Ravel, qui ne reniait rien de son amour pour les artifices et les mécanismes, mais cherchait toujours, en citant Edgar Allan Poe, « le point à égale distance de la sensibilité et de l’intelligence », répliqua avec une formule lapidaire : « Mais est-ce qu’il ne vient jamais à l’esprit de ces gens-là que je peux être artificiel par nature ? »
Composer semble n’avoir jamais été chose facile pour Ravel. Son refus de céder à cette « haïssable sincérité de l’artiste, mère de tant d'œuvres bavardes et imparfaites » lui donna le goût de la contrainte auto-imposée, et plus encore de la difficulté vaincue. C’est en partie ce qui explique la faible abondance de ses œuvres (et notamment d'œuvres « de second plan »), dans une période créatrice pourtant longue de près de quarante ans, et l'état d'inachèvement dans lequel il laissa plusieurs projets, notamment Shéhérazade (opéra, 1898), La Cloche engloutie d'après Gerhart Hauptmann (opéra, 1906), et Zazpiak Bat (concerto, 1914). Par ailleurs, Ravel ne nous a laissé presque aucune esquisse. Pleinement conscient de son caractère, le compositeur pouvait confier à Manuel Rosenthal : « Oui, mon génie, c’est vrai, j’en ai. Mais qu’est-ce que c’est ? Eh bien, si tout le monde savait travailler comme je sais travailler, tout le monde ferait des œuvres aussi géniales que les miennes ».
Quoi qu’il en soit, de l’ouverture de L'Heure espagnole aux onomatopées de L'Enfant et les Sortilèges, de la pédale obstinée de si bémol du Gibet dans Gaspard de la nuit à la rigidité rythmique du Boléro, cet entêtement dans la quête de la perfection et ce goût de la gageure sont un des traits ravéliens les plus caractéristiques.

### L’orchestrateur
Ravel fut selon Marcel Marnat « le plus grand orchestrateur français » et de l’avis de nombreux mélomanes l’un des meilleurs orchestrateurs de l’histoire de la musique occidentale. Son œuvre la plus célèbre, le Boléro, doit sa tenue à la seule variation des timbres et à un immense crescendo de l’orchestre.
Passé maître dans le maniement des timbres (quoique n’étant pas lui-même adepte de nombreux instruments), sachant trouver l’équilibre harmonieux le plus subtil, Ravel sut transcender de nombreuses œuvres originales (le plus souvent écrites pour le piano) et leur donner une dimension nouvelle, que ces pages fussent de lui (Ma mère l’Oye, 1912, Valses nobles et sentimentales, 1912, Alborada del gracioso, 1918, Le Tombeau de Couperin, 1919…) ou de ses éminents confrères : Moussorgski (Khovantchina, 1913), Schumann (Carnaval, 1914), Chabrier (Menuet pompeux, 1918), Debussy (Sarabande et Danse, 1923) ou encore Chopin (Étude, Nocturne et Valse, 1923).
Mais ce fut l’orchestration des célèbres Tableaux d'une exposition de Moussorgski, commande de Serge Koussevitzky achevée en 1922 à Lyons-la-Forêt chez son ami Roland-Manuel, qui assit définitivement la réputation internationale de Ravel en la matière. Sa version reste la référence et éclipse celle des autres compositeurs qui s’y sont essayés, même si[réf. nécessaire] certains regrettent que ce travail ait diminué la simplicité et la naïveté de la page originale. Les Tableaux orchestrés par Ravel font partie, avec le Boléro, des œuvres françaises les plus jouées à l’étranger.

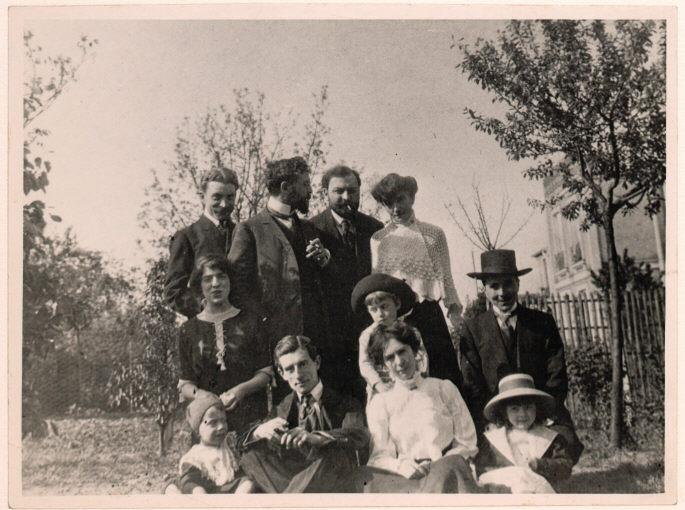
Réunion d'artistes chez Florent Schmitt, en 1910. Maurice Ravel est assis au premier rang, deuxième en partant de la gauche.
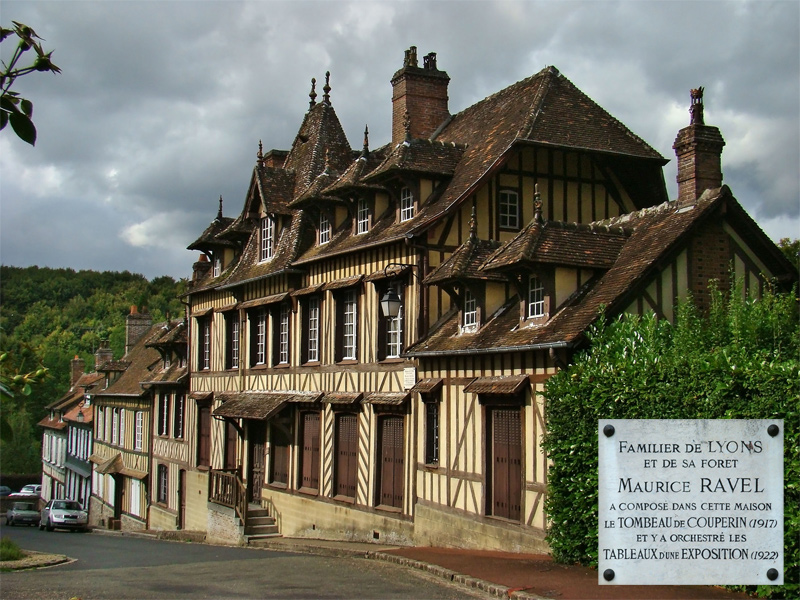
Villa Le Fresne à Lyons-la-Forêt où Ravel acheva la composition du Tombeau de Couperin en 1917 et l'orchestration des Tableaux d'une Exposition de Moussorgski en 1922.

### L’interprète
Faute d'un entraînement assidu, Ravel fut bon pianiste sans être un virtuose (certaines de ses propres œuvres, notamment le Concerto en sol qu’il rêvait de présenter lui-même, lui restèrent inaccessibles). Il fut propriétaire de plusieurs pianos, le dernier étant encore exposé à Montfort-l'Amaury. Au piano, le compositeur assura la création, entre autres, de ses Histoires naturelles (1907), des Deux mélodies hébraïques (1914), de La Valse avec Alfredo Casella (1920), de la Berceuse sur le nom de Gabriel Fauré (1922) et, avec Georges Enesco, de la Sonate pour violon et piano (1927). Au cours de sa tournée américaine en 1928, il joua sa Sonatine, accompagna sa Sonate pour violon et certaines de ses mélodies.
En tant que chef d’orchestre, Ravel créa l'ouverture de Shéhérazade (1899) et il donna la première audition européenne au concert du Boléro (1930). À la baguette il n’égala jamais, même de loin, ses qualités d’orchestrateur. Le seul enregistrement qu’il a laissé (un Boléro daté de 1930) et les témoignages de l’époque confirment que Ravel n’était pas un virtuose au pupitre. Il dirigea pourtant avec un immense succès son Concerto en sol au cours de sa dernière tournée, en 1932.

## Œuvres principales
D'un volume relativement modeste si on la compare à celle de ses principaux contemporains, l'œuvre de Ravel se caractérise d'une façon générale par sa diversité (tous les genres musicaux ayant été abordés à l'exception de la musique religieuse) et sa faible proportion de titres oubliés, la très grande majorité de ses œuvres ayant intégré le répertoire. Le catalogue complet établi par Arbie Orenstein et complété par Marcel Marnat compte cent onze œuvres achevées par le compositeur entre 1887 et 1933, soit quatre-vingt-six œuvres originales et vingt-cinq œuvres orchestrées, réduites ou transcrites. Les quelque soixante œuvres principales sont sous-citées.

### Œuvres originales
| Période   | Titre                           | Instrumentation  | Parties / Indications |
| --------- | ------------------------------- | ---------------- | --- |
| 1892 - 93 | Sérénade grotesque              | Piano            | Très rude |
| 1895      | Menuet antique                  | Piano            | Majestueusement |
| 1895 - 97 | Sites auriculaires              | 2 pianos         | I. Habanera (En demi-teinte et d'un rythme las) - II. Entre cloches (Allègrement)                                                                                             |
| 1899      | Pavane pour une infante défunte | Piano            | Assez doux, mais d'une sonorité large |
| 1901      | Jeux d'eau                      | Piano            | Très doux |
| 1903 - 05 | Sonatine                        | Piano            | I. Modéré - II. Mouvement de menuet - III. Animé |
| 1904 - 05 | Miroirs                         | Piano            | I. Noctuelles - II. Oiseaux tristes - III. Une barque sur l'océan - IV. Alborada del gracioso - V. La vallée des cloches                                                      |
| 1908      | Gaspard de la nuit              | Piano            | I. Ondine - II. Le gibet - III. Scarbo |
| 1908 - 10 | Ma mère l'Oye                   | Piano 4 mains    | I. Pavane de la Belle au bois dormant - II. Petit Poucet - III. Laideronnette, impératrice des pagodes - IV. Les entretiens de la Belle et de la Bête - V. Le jardin féerique |
| 1909      | Menuet sur le nom de Haydn      | Piano            | Mouvement de menuet |
| 1911      | Valses nobles et sentimentales  | Piano            | I. Modéré. Très franc - II. Assez lent - III. Modéré - IV. Assez animé - V. Presque lent - VI. Vif - VII. Moins vif - VIII. Épilogue. Lent                                    |
| 1912      | À la manière de... Chabrier     | Piano            | Allegretto |
| 1912      | À la manière de... Borodine     | Piano            | Valse. Allegro giusto |
| 1913      | Prélude en la mineur            | Piano            | Assez lent et très expressif |
| 1914 - 17 | Le Tombeau de Couperin          | Piano            | I. Prélude - II. Fugue - III. Forlane - IV. Rigaudon - V. Menuet - VI. Toccata                                                                                                |
| 1918      | Frontispice                     | 2 pianos 5 mains | Pas d'indication |

| Période   | Titre                        | Instrumentation     | Parties / Indications                                                           |
| --------- | ---------------------------- | ------------------- | ------------------------------------------------------------------------------- |
| 1898      | Ouverture de Shéhérazade     | Orchestre           | Ouverture de féerie                                                             |
| 1907      | Rapsodie espagnole           | Orchestre           | I. Prélude à la nuit - II. Malagueña - III. Habanera - IV. Feria                |
| 1909 - 12 | Daphnis et Chloé             | Orchestre et chœurs | Symphonie chorégraphique en trois parties                                       |
| 1919 - 20 | La Valse                     | Orchestre           | Mouvement de valse viennoise - Un peu plus modéré - 1er Mouvement - Assez animé |
| 1922 - 24 | Tzigane                      | Violon et orchestre | Lento - Moderato - Allegro                                                      |
| 1928      | Boléro                       | Orchestre           | Tempo di Bolero moderato assai                                                  |
| 1929 - 31 | Concerto pour la main gauche | Piano et orchestre  | Lento - Allegro - Tempo I                                                       |
| 1929 - 31 | Concerto en sol majeur       | Piano et orchestre  | I. Allegramente - II. Adagio assai - III. Presto                                |

| Période   | Titre                             | Instrumentation                                        | Parties / Indications                                                                 |
| --------- | --------------------------------- | ------------------------------------------------------ | ------------------------------------------------------------------------------------- |
| 1897      | Sonate posthume                   | Violon, piano                                          | Allegro moderato                                                                      |
| 1902 - 03 | Quatuor à cordes                  | 2 violons, alto, violoncelle                           | I. Allegro moderato - II. Assez vif, très rythmé III. Très lent - IV. Vif et agité    |
| 1905      | Introduction et Allegro           | Harpe, flûte, clarinette, 2 violons, alto, violoncelle | Introduction - Allegro                                                                |
| 1914      | Trio avec piano                   | Piano, violon, violoncelle                             | I. Modéré - II. Pantoum. Assez vif - III. Passacaille. Très large - IV. Finale. Animé |
| 1920 - 22 | Sonate pour violon et violoncelle | Violon, violoncelle                                    | I. Allegro - II. Très vif - III. Lent - IV. Vif, avec entrain                         |
| 1924      | Tzigane                           | Violon, piano ou luthéal                               | Lento - Moderato - Allegro                                                            |
| 1924 - 27 | Sonate pour violon et piano       | Violon, piano                                          | I. Allegretto - II. Blues. Moderato - III. Perpetuum mobile                           |

| Période   | Titre                                       | Instrumentation                              | Parties / Indications |
| --------- | ------------------------------------------- | -------------------------------------------- | --- |
| 1896      | Sainte                                      | Baryton, piano                               | « À la fenêtre recélant ... » - (Stéphane Mallarmé) |
| 1897 - 99 | Deux épigrammes de Clément Marot            | Soprano et piano                             | I. D'Anne qui me jecta de la neige - II. D'Anne jouant de l'espinette |
| 1901      | Myrrha                                      | Soprano, ténor, baryton, orchestre           | Cantate pour le Prix de Rome - (Lord Byron) |
| 1902      | Alcyone                                     | Soprano, ténor, baryton, orchestre           | Cantate pour le Prix de Rome - (Ovide) |
| 1903      | Alyssa                                      | Soprano, ténor, baryton, orchestre           | Cantate pour le Prix de Rome - (Marguerite Coiffier) |
| 1903      | Shéhérazade                                 | Soprano et orchestre                         | I. Asie - II. La flûte enchantée - III. L'indifférent - (Tristan Klingsor)                                                                                                 |
| 1905      | Noël des jouets                             | Voix et piano                                | (Maurice Ravel) Orchestrée à deux reprises, en 1906 et 1913. |
| 1906      | Histoires naturelles                        | Voix et piano                                | I. Le paon - II.Le grillon - III. Le cygne - IV. Le martin-pêcheur - V. La pintade - (Jules Renard)                                                                        |
| 1907      | Cinq mélodies populaires grecques (en grec) | Soprano et piano                             | I. Chanson de la mariée (Xypnise pe) - II. Là-bas, vers l'église - III. Quel galant m'est comparable - IV. Chanson des cueilleuses de lentisques - V. Tout gai ! - (Grèce) |
| 1913      | Trois poèmes de Mallarmé                    | Voix et orchestre de chambre                 | I. Soupir - II. Placet futile - III. Surgi de la croupe et du bond - (Stéphane Mallarmé)                                                                                   |
| 1914      | Deux mélodies hébraïques                    | Voix et piano                                | I. Kaddich - II. L'énigme éternelle - (Israël) |
| 1914 - 15 | Trois chansons pour chœur mixte a cappella  | Chœur mixte a cappella                       | I. Nicolette - II. Trois beaux oiseaux du paradis - III. Ronde - (Maurice Ravel)                                                                                           |
| 1922      | Chansons madécasses                         | Soprano/baryton, piano, flûte et violoncelle | I. Nahandove - II. Aoua - III. Il est doux - (Évariste de Parny) |
| 1923 - 24 | Ronsard à son âme                           | Voix et piano                                | « Amelette Ronsardelette ... » - (Pierre de Ronsard) |
| 1927      | Rêves                                       | Voix et piano                                | « Un enfant court ... » - (Léon-Paul Fargue) |
| 1932 - 33 | Don Quichotte à Dulcinée                    | Baryton et piano/orchestre                   | I. Chanson romanesque - II. Chanson épique - III. Chanson à boire - (Paul Morand)                                                                                          |

| Période   | Titre                      | Description                                                                                       |
| --------- | -------------------------- | ------------------------------------------------------------------------------------------------- |
| 1907 - 11 | L'Heure espagnole          | Opéra pour cinq voix solistes avec orchestre sur un livret de Franc-Nohain                        |
| 1919 - 25 | L'Enfant et les Sortilèges | Fantaisie lyrique en deux parties pour solistes et chœurs avec orchestre sur un livret de Colette |

### Orchestrations et arrangements
| Période   | Titre                                                              | Arrangement                   | Parties / Indications |
| --------- | ------------------------------------------------------------------ | ----------------------------- | --- |
| 1906      | Une barque sur l'océan                                             | Orchestration                 | D'un rythme souple |
| 1909      | Rapsodie espagnole                                                 | Réductions pour piano 4 mains | I. Prélude à la nuit - II. Malagueña - III. Habanera - IV. Feria |
| 1910      | Pavane pour une infante défunte                                    | Orchestration                 | Lent |
| 1911 - 12 | Ma mère l'Oye                                                      | Orchestration                 | I. Prélude - II. Danse du rouet et scène - III. Pavane de la Belle au bois dormant - IV. Les entretiens de la Belle et de la Bête - V. Petit Poucet - VI. Laideronnette, impératrice des pagodes - VII. Le jardin féerique |
| 1912      | Adélaïde ou le langage des fleurs (Valses nobles et sentimentales) | Orchestration                 | I. Modéré. Très franc - II. Assez lent - III. Modéré - IV. Assez animé - V. Presque lent - VI. Vif - VII. Moins vif - VIII. Épilogue. Lent                                                                                 |
| 1918      | Alborada del gracioso                                              | Orchestration                 | Assez vif |
| 1919      | Le Tombeau de Couperin                                             | Orchestration                 | I. Prélude - II. Forlane - III. Menuet - IV. Rigaudon |
| 1920      | La Valse                                                           | Réductions pour 2 pianos      | Mouvement de valse viennoise |
| 1929      | Boléro                                                             | Réduction pour piano          | Tempo di Bolero moderato assai |
| 1929      | Menuet antique                                                     | Orchestration                 | Maestoso |
| 1932      | Concerto en sol majeur                                             | Réduction pour 2 pianos       | I. Allegramente - II. Adagio assai - III. Presto |

| Période   | Titre                             | Auteur original     | Arrangement                    | Parties / Indications                            |
| --------- | --------------------------------- | ------------------- | ------------------------------ | ------------------------------------------------ |
| 1909      | Trois Nocturnes                   | Claude Debussy      | Réduction pour 2 pianos        | I. Nuages - II. Fêtes - III. Sirènes             |
| 1909      | Antar                             | Rimsky-Korsakov     | Orchestration                  | (Chékry-Ganem)                                   |
| 1910      | Prélude à l'Après-midi d'un faune | Claude Debussy      | Réduction pour piano à 4 mains | Très modéré                                      |
| 1913      | La Khovanchtchina                 | Modeste Moussorgski | Orchestration                  | Orchestration complétée avec Igor Stravinsky     |
| 1914      | Carnaval                          | Robert Schumann     | Orchestration                  |                                                  |
| 1914      | Les Sylphides                     | Frédéric Chopin     | Orchestration                  | I. Prélude - II. Nocturne - III. Valse           |
| 1917 - 18 | Menuet pompeux                    | Emmanuel Chabrier   | Orchestration                  | 9e des Dix pièces pittoresques                   |
| 1922      | Tableaux d'une exposition         | Modeste Moussorgski | Orchestration                  | 10 tableaux et 5 promenades                      |
| 1923      | Sarabande et Danse                | Claude Debussy      | Orchestration                  | I. Sarabande - II. Danse ou Tarentelle styrienne |

### Œuvres les plus jouées
D’après le Portail de la Société des auteurs, compositeurs et éditeurs de musique (Sacem), Ravel est un des musiciens français non tombés dans le domaine public qui s’exportent le mieux depuis des décennies. Le Boléro est ainsi resté plusieurs années en tête du classement mondial des droits SACEM, suivi de près par l’orchestration des Tableaux d’une exposition de Moussorgski. En 1994 et 1995, sur les dix œuvres les plus exportées à l'international, cinq étaient de Ravel : le Boléro, les Tableaux d’une exposition, Daphnis et Chloé, le Concerto en sol et Ma mère l’Oye. En 2014, le Boléro et les Tableaux d'une exposition pointaient encore dans le Top 20 des droits en provenance de l'étranger.

## L'œuvre de Ravel et les droits d'auteur
En 1937, à la mort de Maurice Ravel, son frère Édouard, son seul héritier, transforme la maison de Montfort-l'Amaury en musée. En 1954, Édouard devient handicapé à la suite d'un accident de voiture et une infirmière, Jeanne Taverne, s'occupe de lui. Alexandre, l'époux de cette dernière, devient son chauffeur. En 1956, la femme d'Édouard Ravel meurt, et les époux Taverne s'installent chez lui à Saint-Jean-de-Luz. Édouard Ravel décide alors de céder 80 % des droits d'auteurs à la Ville de Paris pour que soit créé un « prix Nobel de la musique », mais il se ravise et fait de Jeanne Taverne sa légataire universelle. En 1960, Édouard Ravel meurt. Les petits-neveux de Maurice font un procès aux époux Taverne pour captation d'héritage, mais ils sont déboutés. En 1964, Jeanne Taverne disparaît et son mari Alexandre hérite de la fortune du Boléro, à savoir 36 millions de francs[réf. souhaitée].
En 1969 entre en jeu Jean-Jacques Lemoine, directeur juridique de la SACEM qui, à l'âge de soixante ans, en démissionne pour devenir avocat. C'est l'homme qui le 17 novembre 1941 signait pour cet organisme l'acte de spoliation des droits d'auteurs « juifs ». Il connait bien Alexandre Taverne, dont il a bloqué les droits durant les neuf années qu'a duré le procès en captation, et devient son conseiller juridique. Ensemble, ils attaquent en justice René Dommange, le patron des éditions Durand, propriétaire des contrats d'édition de Ravel, pour obtenir une refonte de ces mêmes contrats très avantageux pour l'éditeur. René Dommange, âgé de plus de quatre-vingts ans, transige et finit par céder tous les droits et contrats d'édition à Jean-Jacques Lemoine. Ce dernier crée alors en 1971 dans le paradis fiscal des Nouvelles-Hébrides la société off-shore ARIMA (Artists Rights International Management Agency) puis ouvre des bureaux à Gibraltar, Panama, Amsterdam... En vertu d'un assignment of copyright (disposition en droit anglo-saxon, inexistante en droit français), Alexandre Taverne cède plus de la moitié des droits d'édition à ARIMA. D'après Évelyne Pen de Castel, fille de la deuxième épouse d'Alexandre Taverne, Georgette Taverne, ARIMA serait le cessionnaire exclusif de tous les droits sur l'œuvre de Maurice Ravel, soit un revenu annuel de deux millions d'euros depuis quarante ans. À la suite de la mort de Georgette Taverne en 2012, Évelyne Pen de Castel devient la détentrice des droits d'auteur,.
En France, à la suite de la loi relative aux droits d'auteur du 3 juillet 1985 voulue par Jack Lang, alors ministre de la Culture, les droits sur l'œuvre de Maurice Ravel ont été étendus à soixante-dix ans, ce qui, pour toutes les créations postérieures au 31 décembre 1920 (date de fin des prorogations de guerre de la Première Guerre mondiale), les ont fait entrer dans le domaine public en France le 1er mai 2016, compte tenu du cumul des prorogations de guerre,. Les créations publiées antérieurement au 31 décembre 1920 sont concernées par les prorogations des deux guerres mondiales : elles entrent dans le domaine public en 2022,,. Pour d'autres œuvres, créées « en collaboration », cette date est encore plus tardive : ainsi de pièces lyriques telles que L'Enfant et les Sortilèges, dont l'autrice du livret, Colette, est morte en 1954, ou Don Quichotte à Dulcinée, dont les soixante-dix ans de protection courent pour la même raison à partir du décès de Paul Morand, survenu en 1976.
Les héritiers d'Alexandre Benois, décorateur ayant participé au ballet Boléro et décédé en 1960, ont demandé qu'Alexandre Benois soit reconnu comme coauteur du Boléro. Le 28 juin 2024, le tribunal de Nanterre a débouté les héritiers de leur demande. Cependant, six mois plus tard, en janvier 2025, la presse informe que les successions Benois et Ravel ont fait appel du jugement, de sorte que la bataille judiciaire autour des droits du Boléro en France n'est pas close,,,,,.
- Au Canada, au Japon et dans les pays observant un délai de cinquante ans post mortem[N 75], le Boléro, comme toutes les œuvres de Ravel, est entré dans le domaine public le 1er janvier 1988.
- Aux États-Unis, le Boléro de Ravel est protégé jusqu'en 2024[N 76] et est entré dans le domaine public le 1er janvier 2025[138],[139].
- Dans l'Union européenne (hors France) et dans les pays observant un délai de soixante-dix ans post mortem, le Boléro, comme toutes les œuvres de Ravel, est entré dans le domaine public le 1er janvier 2008[140].
- En France, il y est placé le 2 mai 2016[126], à cause des prorogations de guerre, dues à la Seconde Guerre mondiale, ce qui a allongé la durée des droits d'auteur de huit ans et cent-vingt jours (soit 3 042 jours écoulés du 3 septembre 1939 au 1er janvier 1948).

## Distinction
- Chevalier de l'ordre de Léopold (1926[141])

## Hommages

### Odonymes
Sont notamment nommés en son honneur :
- l'astéroïde (4727) Ravel, découvert en 1979[142] ;
- le cratère mercurien Ravel[143] ;
- l'avenue Maurice-Ravel, à Paris[144] ;
- l'auditorium Maurice-Ravel, à Lyon ;
- le conservatoire Maurice-Ravel de Bayonne ;
- le conservatoire Maurice Ravel du treizième arrondissement de Paris ;
- le foyer Maurice Ravel, à Nanterre ;
- le lycée Maurice-Ravel, du 20e arrondissement de Paris ;
- la place Maurice-Ravel, à Nancy ;
- le salle Ravel située au conservatoire Maurice Ravel de Levallois-Perret ;
- la salle Maurice Ravel au nouveau palais des congrès du Touquet-Paris-Plage ;
- le collège Maurice Ravel, à Toulon ;
- la rue Maurice Ravel, à Rueil-Malmaison ;
- la rue Maurice Ravel, à Houplines.
- le lycée général et technologique Maurice Ravel, à Saint-Jean-de-Luz.

### En musique
Maurice Ravel est notamment le dédicataire de : 
- la deuxième Sarabande pour piano d'Erik Satie ;
- la troisième de Trois poésies de la lyrique japonaise d'Igor Stravinsky ;
- le premier des Quatre poèmes hindous de Maurice Delage ;
- Chant de joie et Hommage à Ravel d'Arthur Honegger ;
- la quatrième des Douze études d'interprétation (pour la main gauche) de Maurice Ohana ;
- les vingt-quatre Préludes de Robert Casadesus ;
- À la manière de… Maurice Ravel (Almanzor ou le mariage d'Adélaïde), op. 17 d'Alfredo Casella ;
- la Sonata rustica et le deuxième des Quatre préludes d'Alexandre Tansman ;
- la sixième des Nove pezzi, op. 24 d'Alfredo Casella ;
- les onze Inventions d'Erwin Schulhoff ;
- le Trio à cordes de Roland-Manuel ;
- Esquisse d'Espagne de Gustave Samazeuilh ;
- le troisième des Contrastes de Theodor Szántó (en).

Le Quatuor à cordes de Maurice Delage est dédié « à Ida Rubinstein, à la mémoire de Maurice Ravel ».
Arthur Benjamin a écrit un Tombeau de Ravel (1957) en hommage au compositeur et à son Tombeau de Couperin. Sous le même titre, Rudolf Escher a réalisé une œuvre (nl) pour petit ensemble (1952), et Olivier Greif une pièce pour piano à quatre mains (1975), orchestrée par Fabien Waksman en 2009.
La deuxième des Quatre caricatures pour orchestre de Shirō Fukai est un hommage ironique à Ravel, représenté sous les traits du paon de ses Histoires naturelles.

### Au cinéma
En 2024, Raphaël Personnaz incarne le compositeur dans le film Boléro d'Anne Fontaine, selon une interprétation libre de la biographie par Marcel Marnat, le tournage ayant en partie eu lieu au Musée Maurice-Ravel de Montfort-l'Amaury.

### À la télévision
En 1979, Marc Cassot interprète Maurice Ravel dans Monsieur Ravel, septième épisode réalisé par Guy Gilles de la série Il était un musicien, téléfilm tourné en 1977 au Musée Maurice-Ravel et dans Montfort-l'Amaury,.

### En arts plastiques
Henri Manguin a réalisé un portrait de Ravel en 1902.
Léon Leyritz a sculpté son buste en 1928, dont le compositeur considérait qu'il était « son meilleur portrait ».

### Autres
À l'occasion du 150e anniversaire de la naissance de Maurice Ravel, La Poste édite en 2025 un timbre à son effigie, conçu par l'illustrateur Stéphane Manel et mis en page par la graphiste et illustratrice Aurélie Baras.

#### Écrits
- Ravel au miroir de ses lettres : correspondance réunie par Marcelle Gerar et René Chalupt, Paris, Robert Laffont, 1956, 280 p. (BNF 32558157) Méritoire première anthologie de 186 correspondances de Maurice Ravel, avec toutefois peu de fiabilité éditoriale : nombreuses erreurs de transcription et de dates, coupes volontaires, noms de personnes citées rendus anonymes X, Y, etc. ; ce livre a paru 32 ans plus tard dans une traduction russe à Leningrad aux éditions Muzika en 1988[151]
- Lettres à Roland-Manuel et à sa famille : préface et notes de Jean Roy, Quimper, Calligrammes, 1986, 168 p. Correspondances de Maurice Ravel à son élève et ami Roland-Manuel et à la mère de celui-ci, Mme Fernand Dreyfys ; édition méritoire mais non fiable car truffée d'erreurs de transcription et éditant comme adressées à Roland-Manuel des lettres écrites en fait à Maurice Delage[152]
- Lettres, écrits et entretiens : réunis, présentés et annotés par Arbie Orenstein ; trad. de Dennis Collins ; interprétations historiques (1911-1988) par Jean Touzelet, Paris, Flammarion, coll. « Harmoniques. Série Écrits de musiciens », 1989, 626 p. (ISBN 2-08-066103-5, BNF 36633974)  Recueil de 305 correspondances et 42 écrits et entretiens de Maurice Ravel.
- L'intégrale : Correspondance (1895-1937), écrits et entretiens : édition établie, présentée et annotée par Manuel Cornejo, Paris, Le Passeur Éditeur, 2018, 1776 p. (ISBN 978-2-36890-577-7 et 2-36890-577-4, BNF 45607052)  Ensemble le plus complet jamais réalisé des écrits publics et privés de Maurice Ravel : 2539 lettres et 148 écrits et entretiens, dont certains traduits de diverses langues étrangères ; Prix du jury du Prix des Muses 2019; Prix Sévigné 2019.
- Correspondance, écrits et entretiens : édition établie, présentée et annotée par Manuel Cornejo, Paris, Gallimard, coll. « Tel », 2025, 2934 p. (ISBN 9782073111111, BNF 47682301)[153],[154],[155],[156],[157],[158],[159],[160],[161],[162],[163],[164]. Réunion de 2919 correspondances, écrits et entretiens, dont 2001 correspondances de Maurice Ravel, 147 écrits et entretiens de Maurice Ravel, ainsi que 16 annexes

#### Ouvrages généraux
- Guy Sacre, La musique de piano : dictionnaire des compositeurs et des œuvres, vol. I (A-I), Paris, Robert Laffont, coll. « Bouquins », 1998, 1495 p. (ISBN 978-2-221-05017-0).
- Guy Sacre, La musique de piano : dictionnaire des compositeurs et des œuvres, vol. II (J-Z), Paris, Robert Laffont, coll. « Bouquins », 1998, 2998 p. (ISBN 978-2-221-08566-0).

#### Monographies: Études, biographies, souvenirs
- Roland-Manuel, Ravel et son œuvre, Paris, A. Durand et fils, 1914, 50 p. (OCLC 251452820) Première biographie de Maurice Ravel, republiée en 1925.
- Roland-Manuel, Ravel, Paris, éditions de la Nouvelle Revue Critique, coll. « À la gloire de... », 1938, 287 p. (BNF 32580891)
- Colette, Maurice Delage, Léon-Paul Fargue, Hélène Jourdan-Morhange et Tristan Klingsor (ill. Galanis,  Luc-Albert Moreau, Roger Wild), Maurice Ravel, par quelques-uns de ses familiers, Paris, éditions du Tambourinaire, 1939, 191 p. (BNF 33475564) Hommage à Ravel coécrit par Maurice Delage, Léon-Paul Fargue, Hélène Jourdan-Morhange, Tristan Klingsor, Roland-Manuel, Dominique Sordet, Émile Vuillermoz et Jacques de Zogheb.
- Hélène Jourdan-Morhange (préf. Colette, ill. Luc-Albert Moreau), Ravel et nous : l'homme, l'ami, le musicien, Genève, éditions du Milieu du monde, 1945, 271 p. (BNF 32291620) Recueil des souvenirs d'une violoniste, interprète et proche amie de Ravel, préfacé par Colette.
- Marguerite Long, Au piano avec Maurice Ravel : textes réunis et présentés par le professeur Pierre Laumonier, Paris, Juillard, 1971, 189 p. (BNF 35199655) Témoignages éclairés d’une grande pianiste proche du compositeur.
- (en) Arbie Orenstein, Ravel : man and musician, New York, Columbia University Press, 1975, XVI-290 p. (BNF 43183763) Importante biographie, rééditée en 1991 et en 2023 aux éditions Dover Publications avec le même texte et la même pagination.
- Marcel Marnat, Maurice Ravel, Paris, Fayard, coll. « Indispensables de la musique », 1986, 828 p. (ISBN 2-213-01685-2, BNF 43135722)  Biographie d’une formidable richesse documentaire. La vie de Ravel replacée en permanence dans le contexte de son temps. Catalogue complet des œuvres. En revanche, Marnat ne dispose pas encore de la correspondance (environ 1 500 lettres) publiées partiellement en 1989 pas Arbie Orenstein.
- Marcel Marnat, Maurice Ravel : qui êtes-vous ? : l'hommage de La Revue musicale, décembre 1938, Lyon, éditions de la Manufacture, 1987, 487 p. (ISBN 2-7377-0052-3, BNF 38293710) Réédition du numéro spécial de La Revue musicale paru en décembre 1938 pour l'anniversaire de la mort de Ravel, présenté et annoté par Marcel Marnat. Nombreux articles dont : Jacques-Émile Blanche, Jane Bathori, Vladimir Jankélévitch, Tristan Klingsor, Désiré-Émile Inghelbrecht, André Suarès, Émile Vuillermoz, Alfred Cortot, Tristan Derème, Édouard Herriot, Marguerite Long, Ricardo Viñes, Gabriel Marcel, Serge Lifar, Arthur Honegger, Jean Cassou, Darius Milhaud, Romain Rolland, Jean Zay, Roland-Manuel, Mimi Blacque-Belair, René Chalupt
- Vladimir Jankélévitch, Ravel, Paris, Le Seuil, coll. « Solfèges », 1995 (1re éd. 1939), 220 p. (ISBN 2-02-023490-4, BNF 35749890)  Troisième édition, augmentée d’un catalogue exhaustif de l’œuvre musicale et d’un index, comporte aussi une nouvelle discographie et une bibliographie mise à jour.
- Étienne Rousseau-Plotto, Ravel : portraits basques, Anglet, Séguier, coll. « Empreinte », 2004, 305 p. (ISBN 2-84049-360-8, BNF 39272583) — Seconde édition corrigée, augmentée et réillustrée, Biarritz, Atlantica, 2016, 343 p. Cet ouvrage présente la vie du compositeur au Pays basque, ainsi que ses liens avec sa région natale (origines maternelles, séjours, amis, langue, musique) ; 150 photographies, 26 planches couleur ; index.
- Yves Milon (préf. Manuel Rosenthal), Maurice Ravel à Montfort-L'amaury, Paris, Asa éditions, 1996, 112 p. (ISBN 2-911589-10-6, BNF 37032037)
- Christian Goubault, Maurice Ravel : le jardin féerique, Paris, Minerve, 2004, 357 p. (ISBN 2-86931-109-5, BNF 39264179) Monographie de premier plan, Grand Prix des Muses 2005, si l'ouvrage comporte un utile index des œuvres de Ravel, il manque un index onomastique, ce qui n'enlève rien au caractère essentiel du livre très documenté et avec de nombreux exemples musicaux.
- David Sanson, Maurice Ravel, Paris, Actes Sud, 2005, 160 p. (ISBN 9782742754847, BNF 39970892)
- Geneviève Bailly (préf. Oswald Sallaberger), Ravel à Lyons-la-Forêt, Paris, Freylin, 2012 (1re éd. 2007), 92 p. (ISBN 978-2-9530386-1-3, BNF 42792365)
- David Lamaze, Le cœur de l'horloge : une dédicace cachée dans la musique de Ravel, Saint-Brieuc, Reflets de Misia, 2010, 272 p. (ISBN 978-2-7466-0524-4, BNF 42319217) L'ouvrage présente les indices biographiques et analytiques de la transcription musicale par Ravel d'un nom et d'un prénom.
- (en) Roger Nichols, Ravel, New Haven, Yale University Press, 2011, XIV-430 p. (ISBN 978-0-300-10882-8, BNF 42283672, lire en ligne) Bibliographie la plus documentée parue, uniquement en anglais.
- Manuel Rosenthal (préf. Marcel Marnat, édition annotée par Marcel Marnat et Thierry Bouchard), Maurice Ravel : souvenirs de Manuel Rosenthal / recueillis par Marcel Marnat suivi d’Equisse autobiographique par Maurice Ravel. Ce livre contient un cahier de huit photographies sur papier couché., Paris, Fario, coll. « Théodore Balmoral », 2018, 240 p. (ISBN 979-10-91902-50-2, BNF 45636867).Réédition d'un ouvrage épuisé paru en 1995 aux éditions Hazan, avec le recueil des souvenirs du dernier élève de composition de Maurice Ravel de 1926 à 1937.
- Sylvain Ledda, Ravel, Paris, Gallimard, coll. « Folio », 2016, 368 p. (ISBN 9782070462148, BNF 45151572)
- Bénédicte Palaux Simonnet, Maurice Ravel, Paris, Bleu Nuit éditeur, 2021, 176 p. (ISBN 9782358841160, BNF 45798228)
- Bernard Lechevalier, Bernard Mercier et Fausto Viader (préf. Manuel Cornejo), Le Cerveau de Ravel, Paris, Odile Jacob, 2023, 340 p. (ISBN 9782415004279, BNF 47222411, présentation en ligne)
- Cesário Costa, Maurice Ravel et Pedro de Freitas Branco. Un dialogue esthétique fécond entre compositeur et chef d'orchestre, Paris, L'Harmattan, 2024, 356 p. (ISBN 978-2-336-50248-9, BNF 47618283) Préfaces de Manuel Cornejo et Paulo Ferreira de Castro
- Karol Beffa, En avant la musique ! Maurice Ravel, Paris, Équateurs, 2025, 201 p. (ISBN 978-2-3828-4802-9)

#### Catalogues d'expositions
- François Lesure et Jean-Michel Nectoux, Maurice Ravel, Paris, Bibliothèque nationale, 1975, 78 p. (ISBN 2717712348, BNF 34570056, lire en ligne)
- Ravel Boléro : sous la direction de Lucie Kayas, Paris, Éditions de La Martinière-Cité de la Musique-Philharmonie de Paris, 2024, 216 p. (ISBN 979-10-401-2042-1, BNF 47599917) Ouvrage collectif, catalogue de l'exposition Ravel Boléro à la Philharmonie de Paris 3 décembre 2024-15 juin 2025 ; Pierre Korzilius (commissaire)

#### Articles
- Maurice Delage, « Les premiers amis de Ravel », Maurice Ravel par quelques-uns de ses familiers, Paris, Éditions du Tambourinaire,‎ 1939, p. 97-113 (BNF 37749367, lire en ligne, consulté le 1er janvier 2022)
- Natalie Morel Borotra, « Ravel et le groupe des Apaches », Musiker. Cuadernos de música, no 8,‎ 1996, p. 145-158 (ISSN 1137-4470, lire en ligne)

#### Romans
- Jean Echenoz, Ravel, Paris, Les Éditions de minuit, 2006, 141 p. (ISBN 2-7073-1930-9, BNF 41175577) Ce roman retrace les dix dernières années de la vie du compositeur.
- David Lamaze, Le Cygne de Ravel, Paris, Michel de Maule, 2006, 250 p. (ISBN 2-87623-196-4, BNF 40217290) Ce roman présente sous forme d'intrigue l'hypothèse d'une dédicace cachée par Ravel dans sa musique.
- Michel Bernard, Les forêts de Ravel, Paris, éditions de la Table Ronde, 2015, 208 p. (ISBN 978-2-7103-7998-0, BNF 45095291) Ce roman est une évocation de l'engagement de l'auteur durant la Première Guerre mondiale.
- Hugues Sibille, Ravel : Le géomètre des mystères, Clichy, Editions du Jasmin, coll. « jasmin littérature », 2023, 164 p. (ISBN 978-2-35284-242-2, BNF 47280996)

#### Bandes dessinées
- Michel Conversin, Ravel : Une bande dessinée et 2 CD, Paris, Éditions BD Music, 2010 (ISBN 2-84907384-9, BNF 42217388)
- Aleksi Cavaillez (dessins), Karol Beffa (sujet et textes) et Guillaume Métayer (textes), Ravel. Un imaginaire musical, Paris, Seuil-Delcourt, août 2019, 198 p. (ISBN 978-2-413-01337-2, BNF 45792102) Entretiens imaginaires avec Roland-Manuel.

### Correspondance

#### Principaux correspondants

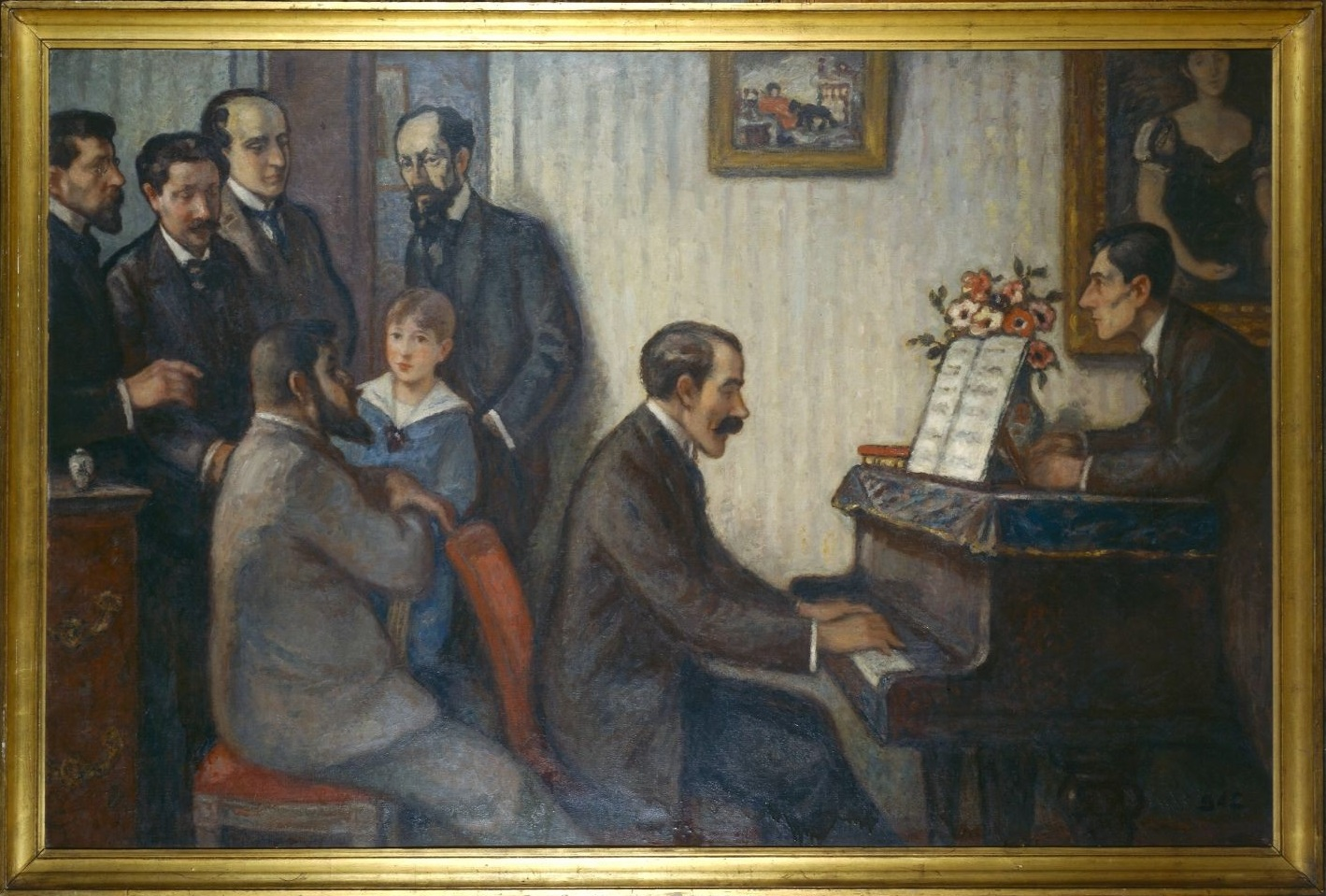
Georges d'Espagnat : Réunion de musiciens chez M. Godebski (1910, Paris, bibliothèque-musée de l'Opéra).

Ravel a été toute sa vie un grand épistolier. En tête de ses correspondants viennent Ida et Cipa Godebski, leurs enfants Jean et Mimi (épouse Blacque-Belair). Ravel appelle Cipa « cher vieux ». Il est reçu par eux non seulement rue d'Athènes mais aussi en séjour dans leur villa la Grangette à Valvins, face à la Seine et à la forêt de Fontainebleau, où il peut travailler à l'aise. Puis viennent Roland-Manuel et sa mère, madame Fernand Dreyfus. Comme cette dernière est sa marraine de guerre, il l'abreuve de cartes et lettres presque quotidiennes durant sa mobilisation, où il donne des nouvelles du front et exprime sa satisfaction des colis alimentaires qu'elle lui envoie de Lyons-la-Forêt. Suivent les Apaches Michel Calvocoressi, Maurice Delage et Lucien Garban, Jane et Marie Gaudin (de Saint-Jean-de-Luz), Jean Marnold, Igor Stravinsky, Manuel de Falla, Ralph Vaughan Williams.

#### Principales archives publiques
Les lettres de Ravel sont détenues principalement par :
- la BnF Musique, la BnF Opéra, la BnF Arts du Spectacle et la BnF Manuscrits occidentaux
- la Médiathèque musicale Mahler (Paris), pour les fonds Marguerite Long et Charles Koechlin
- la Pierpont Morgan Library (New York), pour les fonds Charles Alvar Harding, Mary Flagler Cary, Morgan et Robert Owen Lehman
- la Yale University Library, pour le fonds Frederick R. Koch (comportant notamment l'abondante correspondance à Cipa et Ida Godebski)
- la Bibliothèque du Congrès (Washington), pour les fonds Fay, Serge Koussevitzky, Moldenhauer, Sergueï Rachmaninov et Elizabeth Sprague Coolidge
- la University of Texas Library (Austin), pour les fonds Juan José Castro, Édouard Dujardin et Carlton Lake
- la Fondation Paul Sacher (Bâle) pour les fonds Arthur Honegger, Rudolf Grumbacher, Darius Milhaud, Igor Stravinsky et Edgar Varèse
- l'Archivo Manuel de Falla (Grenade)
- la British Library (Londres), pour le fonds Ralph Vaughan Williams[152]

### Films
- Paul Danblon et Alain Denis, Maurice Ravel, l'homme et les sortilèges, Documentaire, RTBF, 1975.
- Didier Lemaire, Noctuelles, ronde enfantine chez Ravel, Fiction (21 min), musique Junko Okazaki, Les Productions du Golem, 2015.

### Citations
- « Mozart et Ravel sont les anges de la musique. Si Mozart est déjà loin de nous et qu'il faille le lire dans le texte, comme on lit Virgile et Racine, Ravel, lui, est la lampe douce qui luit sur la médiocrité contemporaine. Son verbe gracieux est notre verbe. Qu'on le veuille ou non, depuis 1937, on attend toujours l'AUTRE, celui qui sera aussi grand que lui » (Léo Ferré, Musique byzantine, 12 décembre 1953)[167] ;
- « J'aime Maurice Ravel parce que Ravel est à la musique ce que la musique a d'universel. Et à mon avis, Ravel est à l'intelligence ce que l'intelligence a de parfaitement et de typiquement français » (Jacques Brel, en prélude à son émission de radio Madame la musique, 1961)[168].

#### Ressources biographiques
- Catalogue complet des œuvres de Ravel d’après Marcel Marnat.
- Maurice Ravel Frontispice Site anglophone richement illustré de citations et de témoignages en anglais et en français.

#### Ressources documentaires
- Notice Maurice Ravel dans la base de données Dezède
- (en) Piano Society Plusieurs enregistrements d’œuvres pour piano de Ravel en écoute gratuite. Qualité sonore MP3.
- Partitions libres de Maurice Ravel dans Choral Public Domain Library (ChoralWiki)
- Maurice Ravel sur Wikilivres
- Cahiers Maurice Ravel Sommaires des numéros 1 à 18 de la revue éditée depuis 1985 par la Fondation Maurice Ravel

#### Bases de données
- Ressources relatives à la musique :   - International Music Score Library Project
  - AllMusic
  - Bait La Zemer Ha-Ivri
  - Carnegie Hall
  - Discography of American Historical Recordings
  - Discogs
  - Grove Music Online
  - Last.fm
  - MGG Online
  - MusicBrainz
  - Musopen
  - Muziekweb
  - Operone
  - Répertoire international des sources musicales
  - Songkick
  - VGMDb
- Ressources relatives au spectacle :   - Archives suisses des arts de la scène
  - Les Archives du spectacle
  - Internet Broadway Database
  - Kunstenpunt
- Ressources relatives aux beaux-arts :   - AGORHA
  - National Portrait Gallery
- Ressources relatives à l'audiovisuel :   - Filmportal
  - IMDb
- Ressource relative à la santé :   - Bibliothèque interuniversitaire de santé
- Ressource relative à plusieurs domaines :   - Radio France
- Ressource relative à la vie publique :   - base Léonore
- Ressource relative à la recherche :   - Isidore
- Ressource relative au sport :   - Olympedia
- Notices dans des dictionnaires ou encyclopédies généralistes :   - Britannica
  - Brockhaus
  - Den Store Danske Encyklopædi
  - Deutsche Biographie
  - Enciclopedia italiana
  - Enciclopédia Itaú Cultural
  - Gran Enciclopèdia Catalana
  - Hrvatska Enciklopedija
  - Internetowa encyklopedia PWN
  - Nationalencyklopedin
  - Munzinger
  - Store norske leksikon
  - Treccani
  - Universalis
- Notices d'autorité :   - VIAF
  - ISNI
  - BnF (données)
  - IdRef
  - LCCN
  - GND
  - Italie
  - Japon
  - CiNii
  - Espagne
  - Belgique
  - Pays-Bas
  - Pologne
  - Israël
  - NUKAT
  - Catalogne
  - Suède
  - Vatican

#### Institutions
- Les Amis de Maurice Ravel association loi de 1901, JO, 9 juin 2012, reconnue d'intérêt général.
- Festival Ravel : institution née en 2017 de la fusion de l'Académie internationale de musique Maurice Ravel de Saint-Jean-de-Luz, aussi appelée Académie Ravel, fondée en 1967 par Pierre Larramendy, maire de Saint-Jean-de-Luz, et de l'association Musique en Côte basque, d’abord appelée La Grande Semaine de Saint-Jean-de-Luz, fondée en 1960 par Pierre Larramendy.
- Fondation Maurice Ravel : institution reconnue d'utilité publique en 1956.
- Maison-Musée Maurice Ravel "Le Belvédère" de Montfort-l'Amaury : musée né du legs de la maison du compositeur à la Réunion des musées nationaux par le frère cadet de Maurice Ravel, Édouard Ravel, par volonté testamentaire de 1958. Musée géré par la Ville de Montfort-l'Amaury depuis 1971 en vertu d'un bail emphytéotique avec la RMN.